# Operação Puerto

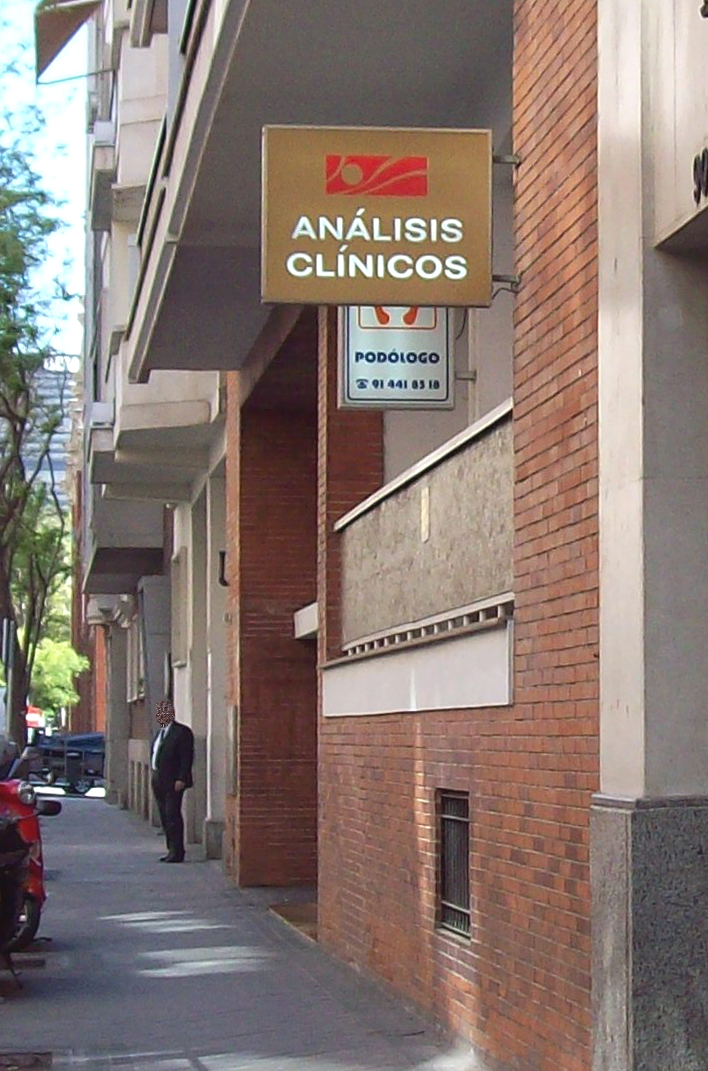
C/ Zurbano n.º 92 (Madrid, Espanha): o painel Análise Clínicos anuncia o laboratório do Dr. Merino Batres situado na entreplanta, um lugar chave para a rede de dopagem desarticulada pela Guarda Civil

A Operação Puerto (OP) é uma operação contra o dopagem no desporto de elite realizada na Espanha. Este processo permitiu desarticular uma rede de dopagem liderada pelo doutor Eufemiano Fuentes; dita rede oferecia diversas práticas ilícitas para melhorar o rendimento dos seus clientes desportistas: hormonas (incluindo EPO, testosterona e outros anabolizantes), medicamentos e transfusões sanguíneas.
As investigações da Guarda Civil começaram em fevereiro de 2006 e desembocaram em detenções e registos a 23 de maio, data em que se conheceu a existência de dita operação. Anunciou-se então que entre os clientes da rede de dopagem desarticulada tinha futebolistas, tenistas, ciclistas e atletas. No entanto, no sumário do caso o instituto armado só identificou 58 ciclistas como clientes da rede. A investigação viu-se lastrada ao não permitir o juiz Serrano aos pesquisadores que se analisasse toda a documentação apreendida.
Ao não ser a dopagem um delito nesse momento em Espanha, o juiz só estudou um possível delito contra a saúde pública, que só incriminaria aos responsáveis pela rede, não ao seus clientes (os desportistas). O juiz, ao não achar dito delito, arquivou o caso, ficando absolvidos todos os imputados. A Audiência Provincial de Madrid ordenou em duas ocasiões a reabertura do caso, ordenando-se a abertura de julgamento verbal.
Ademais, o juiz Serrano negou-se a facilitar aos organismos desportivos internacionais (AMA e UCI) as provas obtidas durante a investigação, o que impediu que os desportistas identificados como clientes da rede de dopagem recebessem sanções desportivas.
Ante a negativa das autoridades espanholas a continuar com as investigações ou a facilitar a outros organismos dados para que os clientes pudessem ser sancionados, países como a Alemanha e Itália iniciaram as suas próprias investigações sobre o caso. As investigações realizadas por esses países têm permitido, por enquanto, a confirmação (e conseguente sanção) de seis clientes desportistas, todos eles (salvo um) já identificados pela Guarda Civil.
Nos primeiros meses de 2013 teve lugar finalmente o julgamento verbal e a sua posterior sentença: o doutor Fuentes e o seu colaborador José Ignacio Labarta foram condenados, ainda que com penas leves, e o resto de arguidos foram absolvidos. Finalmente, a 10 de junho de 2016, a Audiência Provincial de Madrid, ditou Sentença firme pela qual se absolvia aos imputados de todos os delitos pelos que se lhes julgava. Os juízes consideraram que a conduta em julgamento é conforme à Lei Espanhola, isto é, que não realizaram nenhuma atividade ilegal segundo a lei.
Na Operação Puerto foram julgadas cinco pessoas -Eufemiano Fuentes, José Ignacio Labarta, Manolo Saiz, Vicente Belda e Yolanda Fuentes- e todas resultaram absolvidas, pelo que não se entende que o então instrutor do atestado, o tenente da Guarda Civil, Enrique Gómez Bastida, que depois foi promovido a Comandante e posteriormente nomeado Director da Agência Espanhola Antidopagem, abrisse um atestado contra uma conduta que, conforme à Lei Espanhola, não era delito. Os únicos sancionados desportivamente foram Jan Ullrich, Ivan Basso, Alejandro Valverde, Jörg Jaksche, Michele Scarponi e Giampaolo Caruso só por suspeitas ou confissões já que as provas, principalmente as carteiras de sangue, não se entregaram até 2016 depois de se opinar a sentença final quando o possível delito desportivo já tinha prescrito.
Teria que se perguntar de onde obteve o Tenente Gómez Bastida os fundos necessários para manter uma investigação policial sobre uma atividade que, conforme à Lei Espanhola vigente, era lícita e legal e, ademais, contratada nos anos 80 pelo Governo da Espanha para melhorar os resultados desportivos dos atletas espanhóis de elite, tal e como publicou "El Pais" em sua edição de 14 de fevereiro de 1985

## Origens
Antes de falar da investigação sobre a Operação Puerto, tem de assinalar-se que a atividade do doutor Eufemiano Fuentes era conhecida, alentada e apoiada pelas autoridades desportivas espanholas nos anos 80, que procuravam a melhor forma possível de preparação dos seus atletas face aos Jogos Olímpicos.
Quiçá como resultado daquelas práticas, nas Olimpiadas de Barcelona de 1992, Espanha obteve o melhor medalheiro da sua história desportiva.

## Investigação da Guarda Civil

### Origem da investigação
O atestado policial, instruído pelo tenente da Guarda Civil Enrique Gómez Bastida, instrui-se a 8 de maio de 2006 e já desde o terceiro parágrafo do mesmo se fala de umas possíveis práticas de "dopagem". Nessa época o dopagem em Espanha não era delito.
Ainda que num primeiro momento não se especificou o motivo que desencadeou as investigações, o diário El Mundo indicou que teriam sido impulsionadas depois do positivo por EPO e posterior desclassificação (depois de ter subido como ganhador da geral ao pódio final) do ciclista espanhol Roberto Heras, da equipa Liberty Seguros, na Volta a Espanha de 2005 e as denúncias efectuadas dois anos atrás por Jesús Manzano. Neste sentido, no relatório detalhado elaborado pela Guarda Civil realçava-se a importância das declarações e confissões efectuadas por Manzano, exciclista da equipa Kelme (rebaptizado depois Comunitat Valenciana). O diário El País também publicou que teria tido uma queixa anónima aos pesquisadores de alguém pertencente ao mundo do ciclismo, cuja identidade se manteve em segredo. Assim mesmo, o diário ABC acrescentou que, em decorrência da Operação Mamut que desarticulou seis laboratórios clandestinos em Madrid e Barcelona, já se tinham encontrado indícios que assinalavam a Eufemiano Fuentes.
Jesús Manzano tinha denunciado publicamente em março de 2004 no diário As que o dopagem era uma prática estendida e generalizada no ciclismo profissional, e explicou com detalhe como se realizava no caso que ele conhecia, a equipa Kelme. Assim, Manzano deu os seguintes detalhes:
- Médicos: Manzano assinalou directamente a Eufemiano Fuentes (então médico da Kelme) e deu também os nomes de Yolanda Fuentes (irmã de Eufemiano), Alfredo Córdova e Walter Virú, além de mencionar ao médico desportivo italiano Luigi Cecchini como alguém muito próximo de Eufemiano.[13] José Luis Merino Batres também figurava entre os médicos denunciados por Manzano.[14]
- Lugares: Manzano explicou que a direcção Zurbano 92 era um lugar finque da rede, onde se realizavam as análises aos ciclistas. Também falou da habitação 101 do Hotel Aida, de Torrejón de Ardoz, onde Eufemiano teria o seu estudo naquela época.[13]
- Métodos: Manzano falou sem impedimentos dos procedimentos dopantes utilizados, destacando as transfusões sanguíneas: extrair sangue para posteriormente guardá-la a baixa temperatura e reinjectar-la para melhorar o rendimento. Segundo explicou, naquela época não se identificava ao ciclista ao guardar as carteiras, provocando reacções de rejeição e problemas de saúde nas ocasiões nas que o sangue injectado não fosse compatível, feito que ele teria experimentado em primeira pessoa.[13] Também falou da utilização habitual de fármacos e substâncias proibidas no desporto, tais como a EPO, o HGC Lepori ou o Andriol, entre outros muitos.[13] Assim mesmo, detalhou que os médicos da equipa realizavam análise no hotel de concentração durante a competição, para se assegurar de que os ciclistas não dariam positivo nos controles.[13]

Essas confissões criaram uma grande polémica e foram duramente criticadas pelo meio ciclista; Manzano chegou a receber ameaças de morte, denunciadas ante a Guarda Civil. O juiz espanhol que lhe interrogou, Guillermo Jiménez, decidiu não abrir uma investigação formal, ao não ser o dopagem um delito segundo a legislação espanhola vigente nesse momento e não achar provas suficientes.
No entanto, a investigação efectuada pela Guarda Civil confirmaria plenamente o depoimento de Manzano, tal e como se recolhe no relatório do instituto armado, no que se reconhece expressamente a veracidade das denúncias de Manzano a todos os níveis: nomes, lugares e práticas. Manzano expressou a sua satisfação porque tinha ficado demonstrado que ele tinha dito a verdade.

### Rastreamentos
As investigações começaram em fevereiro de 2006. Durante três meses (até 23 de maio, data das detenções e registos), a Guarda Civil começou a seguir a pista de certas pessoas que ofereciam serviços de dopagem, em forma de dopagem sanguínea ou mediante medicamentos. Os agentes denominaram Autotransfusão à rede de dopagem objeto das suas investigações.
Assim, se localizaram os pontos utilizados pela rede de dopagem para desenvolver as suas atividades, estando a maior parte deles no centro de Madrid. Escutaram-se telefones para gravar numerosas conversas telefónicas entre os responsáveis e clientes da trama, que seriam de grande importância para decifrar os nomes em chave achados na documentação e carteiras sanguíneas apreendidas durante os registos. Assim mesmo, fotografou-se e gravou-se em vídeo a entrada e saída de vários clientes (acompanhados dos responsáveis pela trama) nas dependências da rede que já estavam a ser vigiadas, feito que seria também relevante para identificar a alguns clientes depois dos nomes em chave utilizados.

### Detenções
A 23 de maio de 2006, a Guarda Civil procedeu à detenção em Madrid, San Lorenzo del Escorial e Zaragoza dos supostos responsáveis pela trama de dopagem em virtude da informação recopilada até esse momento:

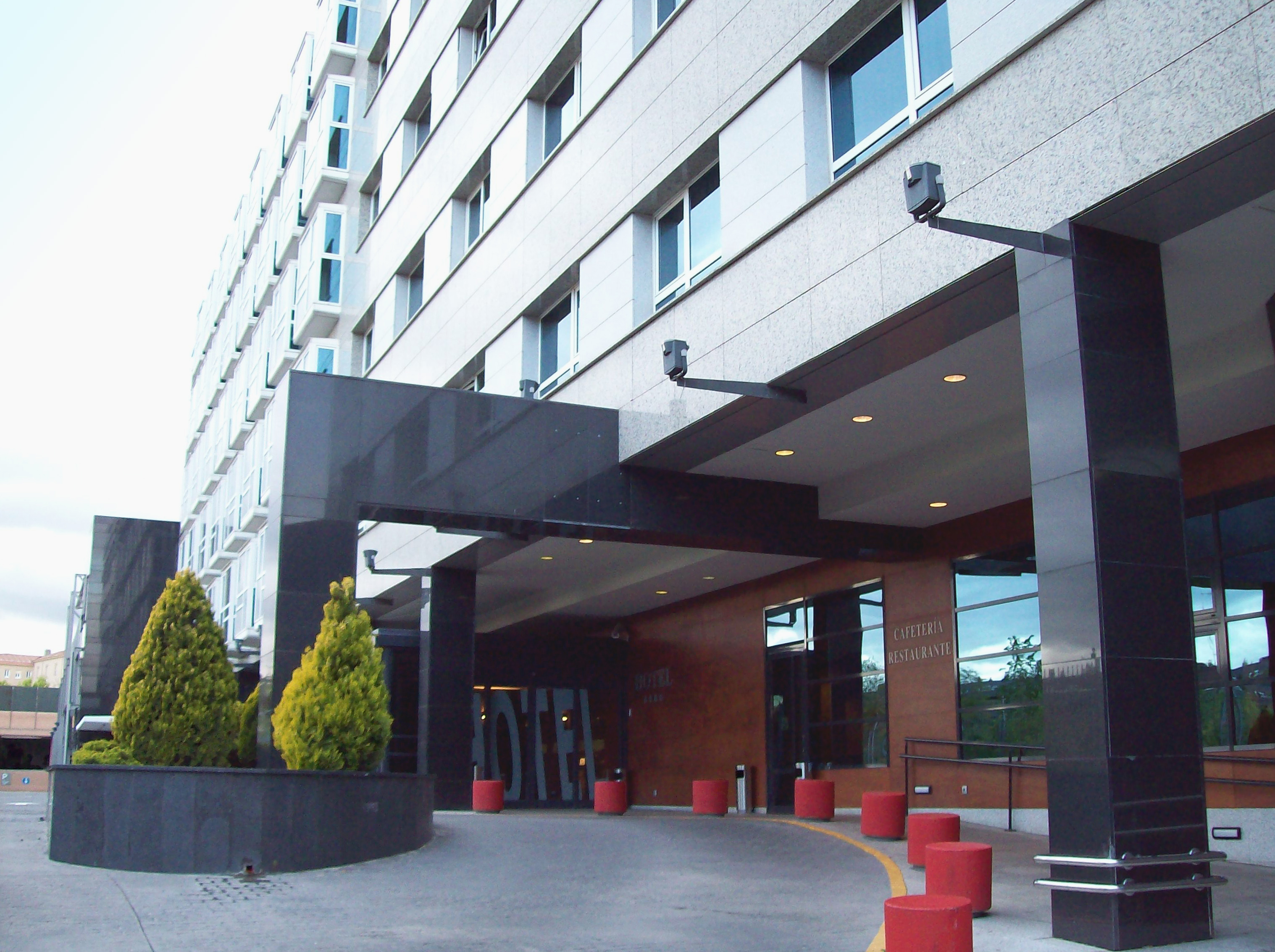
Acesso à cafeteria do Hotel Pío XII de Madrid onde se reuniram Fuentes, Merino Batres e Saiz pouco antes de ser detidos pela Guarda Civil, a 23 de maio de 2006

- Eufemiano Fuentes, doutor canário especializado em medicina desportiva.[14][17] Detido à saída da cafeteria do Hotel Pío XII de Madrid, depois de reunir-se com Merino e Saiz.[8] Controvertido durante anos pelo seu possível (e até então nunca provada) envolvimento na dopagem dentro de diversas disciplinas desportivas. No momento da sua detenção portava dez telefones móveis (com o seu número escrito com bolígrafo), dois deles com anotações: Kelme e novo 6... Checo.[18] Levava também vários cartões: uma com nomes e telefones de vários ciclistas e técnicos da equipa Liberty Seguros, outro cartão na que figuravam a direcção, o telefone de trabalho, o móvel e o fax de Mario Zorzoli (chefe médico da UCI) e outra dos hotéis Silken com anotações manuscritas (Ale, Manc, Vino, Popo e Valverde), bem como uma revista do Tour de France de 2006 com os seus habituais símbolos, códigos e números escritos em cima do percurso da carreira.[18][19] Com o nome em chave Astérix, seria o cabeça da rede de dopagem objeto da investigação.[20]
- José Luis Merino Batres, hematólogo num laboratório madrileno, Chefe de Hematologia no Hospital da Princesa e exdirector do Centro de Transfusões da Comunidade de Madrid.[17][21][22]
- Manolo Saiz, director geral da equipa Liberty Seguros (antigo ONZE).[14][17] Detido à saída da cafeteria do Hotel Pío XII de Madrid, depois de reunir-se com Fuentes (quem referia-se a ele como Osobuco ou o Gordo)[20] e Merino.[8] No momento da sua detenção portava uma maleta com 60.000 euros em numerário (que ia dara a Fuentes pelos serviços contratados à rede deste) e uma carteira isotérmica com substâncias dopantes.[23][24] Foi posto em liberdade ao dia seguinte, sendo considerado cliente da rede de dopagem, não membro da mesma. Durante a sua detenção disse que ao contratar a Roberto Heras para 2004, este lhe pediu que Fuentes fora seu médico, algo que ele teria terminado aceitando (voltando assim a sua relação com o canário, que já foi médico da equipa ONZE nos anos 1990), ao igual que as petições posteriores na mesma direcção de outros des suas ciclistas.[25] O mesmo Saiz teria pedido pessoalmente a Fuentes que se fizesse cargo de algum dos seus corredores.[25] Mais da metade dos ciclistas da sua equipa apareciam (com os seus nomes verdadeiros ou em chave) na documentação intervinda.[19]
- José Ignacio Labarta, director desportivo adjunto da equipa Comunitat Valenciana (antiga Kelme).[14][17] Detido em Zaragoza. Seria, além de cliente, participante da rede de dopagem (com os nomes em chave Macario e Bigotes),[20] trocando inclusive com Fuentes substâncias dopantes mediante transportadora.
- Alberto León Herranz, exciclista de bicicleta de montanha.[14][17] Detido em San Lorenzo del Escorial. Seria um colaborador da rede, com o nome em chave Alí Babá,[20] encarregando-se de fazer chegar ao seu destino (carreiras, concentrações de equipas...) alguns dos envios de produtos oferecidos pela rede, bem como de reservar habitações nos hotéis de Madri para as extracções/reposições sanguíneas e a limpeza de um dos andares utilizados por Fuentes.[26] No momento da sua detenção levava o resguardo de um bilhete de avião a Milão datado um dia antes (22 de maio), quando se disputava na última semana de competição do Giro d'Italia de 2006,[9] uma carreira à que teria ido como "colaborador" (correio) da rede de Fuentes, segundo consta num manuscrito apreendido nos registos.[27]

### Registos
Depois das detenções, a Guarda Civil realizou registos nas seguintes direcções:
Madrid

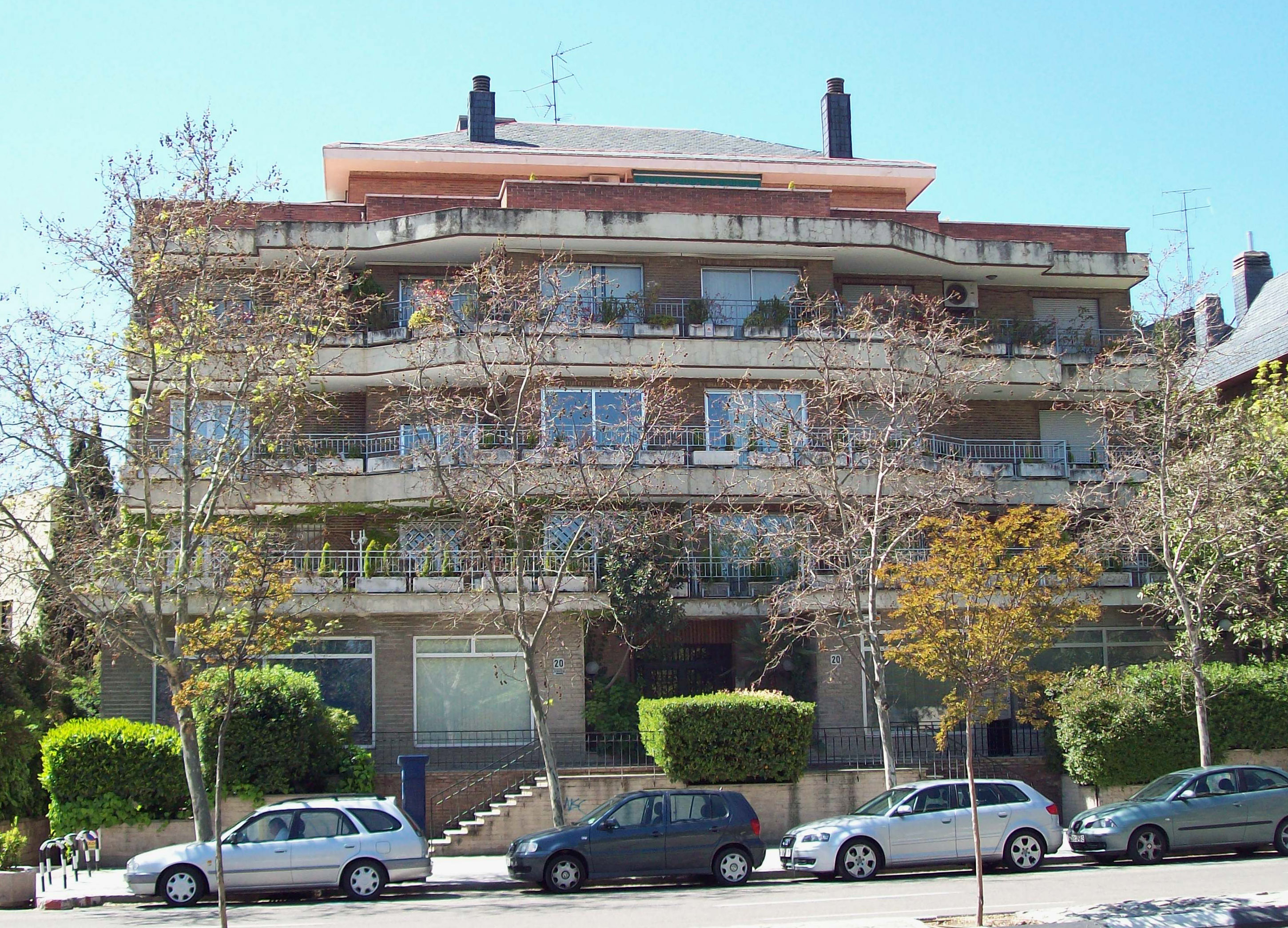
Caídos da Divisão Azul n.º 20; no apartamento do 4.º A se alojava e trabalhava Eufemiano Fuentes, sendo o lugar um ponto principal da rede de dopagem

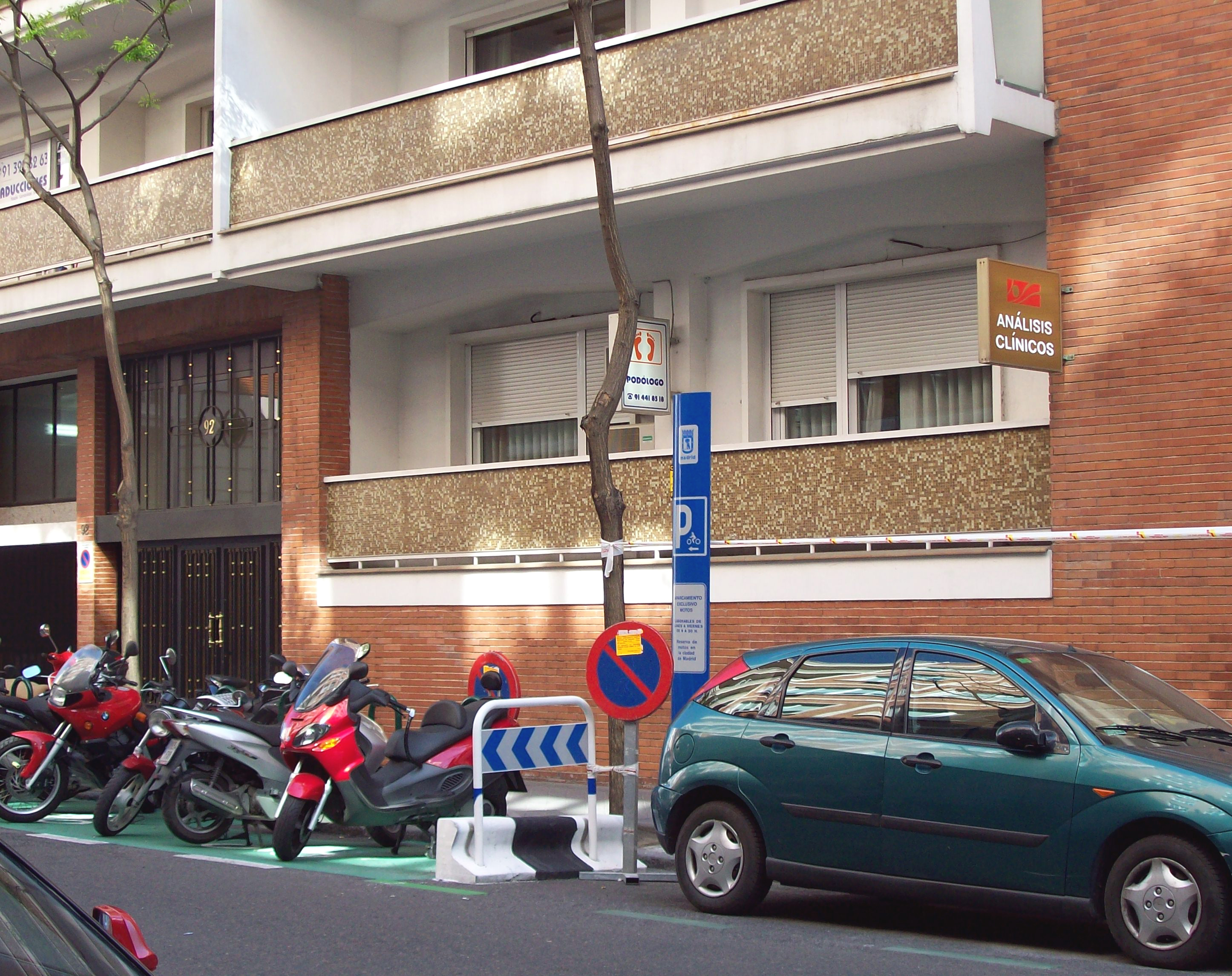
Zurbano n.º 92; na entreplanta situa-se o laboratório de Merino Batres, um lugar principal para a rede, anunciado com o painel Análise Clínicos

- C/ Caídos da Divisão Azul n.º 20, 4.º A: propriedade de Eufemiano Fuentes. Seria o apartamento onde se alojaria o médico canário durante as suas estadias em Madrid. Em seu registo localizaram-se dois frigoríficos e uma arca frigorífica de aproximadamente 200 litros de volume, em cujo interior se encontraram congeladas 96 carteiras de sangue (concentrado de hematies congelados, supostamente para autotransfusões) e 20 carteiras de plasma. A maioria de todas essas carteiras apreendidas estavam identificadas com um nome em chave, um número e uma data (supostamente, de extracção). No primeiro frigorífico só se acharam alimentos, mas no segundo tinha esteroides, anabolizantes, corticoídes e diferentes hormonas (alguns destes medicamentos estavam expirados). Trata-se assim mesmo do lugar onde se encontrou mais documentação, cuja análise permitiu aos pesquisadores identificar, nas programações de administração de medicamentos atribuídas à cada desportista mais especificamente, a utilização de todos estes medicamentos intervindos, bem como o conhecimento a mais fármacos, apreendidos em outros registos.[16]
- C/ Alonso Cano n.º 53, 5.º D: propriedade de Eufemiano Fuentes. Em seu registo apreenderam-se 89 carteiras de sangue e 19 carteiras de plasma congelado.[16]
- C/ Fernández da Fouce n.º 56, 1.º A: propriedade de José Luis Merino Batres.[16]
- C/ Zurbano n.º 92, entreplanta: propriedade de José Luis Merino Batres. Seria o laboratório utilizado para realizar as analíticas aos clientes da rede de Fuentes.[16] Este lugar já tinha sido apontado por Manzano anos atrás como um ponto importante para a malha de dopaje.[28]

Zaragoza
- Avda. A Ilustração 35-156: propriedade de José Ignacio Labarta.[16]

San Lorenzo del Escorial
- C/ Lepanto n.º 9 Porta 7: propriedade de Alberto León.[16]

### Conexões nacionais e internacionais
A equipa dedicada ao dopagem liderado por Eufemiano Fuentes na Espanha não seria uma organização isolada, sinão que pertenceria a uma rede paneuropea de dopagem com células em diferentes países do Velho Continente; ditas células seriam independentes em seu funcionamento, ainda que com amplos acordos de colaboração entre elas.

#### Itália

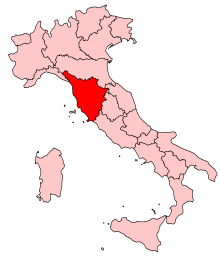
A Toscana, região italiana

Segundo consta no relatório da Guarda Civil, a rede de dopagem estender-se-ia até Itália por meio de Luigi Cecchini, um controvertido médico desportivo residente na Toscana e relacionado pela imprensa com Eufemiano Fuentes desde a Volta a Espanha de 2001. Fuentes e Cecchini trocariam clientes e atenderiam aos do outro quando estes estivessem em seus respectivos países. De facto, um dos clientes da rede de Fuentes tinha como nome em chave Clasicómano Luigi, que faria referência a um cliente especial de Luigi Cecchini tratado por Fuentes. O cliente depois de dito nome em chave não tem sido identificado até momento.
Alessandro Kalc, técnico de ciclismo da zona de Trieste e director da equipa italiana de jovens promessas SK Devin, referido com o nome em chave Mãos pequenas. Seria o correio do grupo em suas atividades italianas, chegando a se deslocar em ocasiões a um hotel de Madrid para receber as carteiras de sangue e transportar ao país transalpino.

#### Alemanha
A Guarda Civil teria identificado também a um médico alemão como corresponsável do grupo na Alemanha. Mais especificamente, o instituto armado descobriu, em colaboração com a polícia alemã, que um fármaco apreendido a Manolo Saiz nas detenções da 23 de maio de 2006 depois de lhe o ter facilitado Eufemiano Fuentes, o Synachten, era em realidade uma falsificação produzida em laboratórios clandestinos chineses, e que depois de ser desviado de maneira ilícita numa farmácia hospitalaria alemã chegou a Espanha através do doutor Markus Choina e sua esposa (farmacêutica de profissão), colaboradores da rede de Fuentes.
Choina, médico anestesista de Bad Sachsa (Baixa Saxõnia) e um dos chefes médicos da clínica Helios de Bleicherode (especializada em ortopedia), teria enviado a 10 de maio dez caixas de comprimidos Actovegyn e entre cinco e seis caixas de Synachten a Fuentes através de Labarta. Assim se desprende das conversas telefónicas mantidas entre Choina e Fuentes (a 14 de maio de 2006, na que Fuentes se comprometia a lhe pagar mediante transferência bancária), e Labarta e Fuentes (na que Labarta se comprometia a lhe o enviar a Fuentes por transportadora), gravadas respectivamente pela Polícia Estatal alemã e a Guarda Civil espanhola. Explicar-se-ia assim o achado de Synachten na carteira isotérmica intervinda durante as detenções da 23 de maio, entregada por Fuentes a Manolo Saiz, seu destinatário final, que se dirigia nesse mesmo dia à concentração da sua equipa Liberty Seguros nos Pirenéus para preparar o Tour de France de 2006.
Segundo o diário alemão Süddeutsche Zeitung, o próprio Choina iria a Espanha (segundo confissões a seu amigos), concretamente a Grande Canária (ilha da que é oriundo Fuentes), para tratar pessoalmente a clientes desportistas de alto nível, e inclusive teria proposto a algum colega da clínica sua incorporação à trama.

#### França
Segundo publicou o diário El País, a Guarda Civil teria identificado ao exciclista francês Pascal Hervé como o contacto de Eufemiano Fuentes na França. Hervé, retirado em 2001 depois de ter sido um dos primeiros ciclistas em dar positivo por EPO graças às novas técnicas de detecção, teria facilitado a Fuentes um andar de sua propriedade em Limoges (situado junto a seu restaurante, A Bibliothèque, localizado na antiga biblioteca municipal).
Fuentes utilizou esse andar de Limoges a 12 de julho de 2004, dia de descanso do Tour de France prévio às decisivas etapas pirenaicas, citando de um num (para que não coincidissem) a seus clientes ciclistas para proceder às reinfusiones sanguíneas (autotransfusões) com o sangue previamente extraído (provavelmente um mês antes, em junho, e que teria sido guardada nesse andar). Um dos clientes de Fuentes nesse dia identificou na vitrina do andar, entre outros troféus ciclistas, o troféu ao ganhador da classificação por pontos da Volta a Burgos de 2000 que ganhou Hervé.
Nessa mesma edição da Grande Boucle, e durante o dia de descanso prévio às etapas dos Alpes, outro amigo teria facilitado a Fuentes um andar em Grenoble para efectuar as reinfusiones sanguíneas a seus clientes.

#### Valência (Espanha)

Valencia, província da costa mediterrânea espanhola.

Assim mesmo, a trama estender-se-ia à costa mediterrânea espanhola, concretamente a Valencia, onde teria uma célula com uma estrutura idêntica à de Eufemiano Fuentes em Madrid: constaria de um doutor como cabeça, outro médico para obter as substâncias, um preparador de desportistas e um correio para o transporte. A célula valenciana teria como clientes desportistas de diversas disciplinas, não só ciclistas. No entanto, não tem trascendido por enquanto o nome de nenhum dos desportistas clientes desta rede.
As suspeitas sobre a pista valenciana estendiam-se à elaboração de medicamentos (incluindo hormonas) falsificados na província de Valencia, elaborados de maneira clandestina em garagens e locais. Estas suspeitas contavam com um precedente: três anos atrás, em 2003, tinha-se desarticulado na localidade valenciana de Cullera um grupo dedicado a essa atividade delictiva; esse mesmo grupo ter-se-ia reorganizado em três anos, desenvolvendo uma atividade idêntica à realizada anteriormente. Em setembro de 2006 se acharam num descampado de Valência 3.000 embalagens de Norditropin Simplexx, um dos medicamentos utilizados pela rede de Fuentes, com idêntico cartonaje.
Em novembro de 2009 produziu-se na zona de Valência a Operação Grial, uma nova investigação contra o dopagem desenvolvida pela Guarda Civil em torno do médico Walter Virú, colega do doutor Fuentes no Kelme anos atrás. O diário El País revelou que Virú já tinha sido pesquisado na Operação Puerto, mas que uma súbita merma de efectivos fez que os pesquisadores tivessem que centrar no ramo madrilena da trama.

### Serviços oferecidos pela rede
Para o jargão descoberto e decifrado, veja-se Jargão descoberto na Operação Puerto
Segundo consta no relatório da Guarda Civil, da documentação apreendida desprende-se que o grupo de Eufemiano Fuentes realizava planejamentos desportivos para os desportistas que contratavam seus serviços. Dito calendário (que abarcava de novembro até outubro) constaria de três pontos:
- As competições nas que participaria.[27]
- O planejamento da administração de medicamentos que abarcariam fundamentalmente anabolizantes, esteroides, corticoides e diferentes tipos de hormonas (EPO, HMG, hormona de crescimento, testosterona, etc.);[44] algumas delas (caso de Jintropin) seriam falsificações procedentes de laboratórios clandestinos chineses.[27][45] Utilizar-se-iam também fármacos como Prozac (antidepressivo) ou Diazepam (ansiolítico). Um dos achados mais llamativos entre os fármacos utilizados foi o da CERA,[11] um agente estimulador da eritropoiese de terceira geração impossível de detectar nos controles antidopagem nesse momento (não foi detectável até dois anos depois, no marco do Tour de France de 2008);[46] de facto, a CERA encontrava-se ainda naquele momento (maio de 2006) em fase de desenvolvimento, e os laboratórios Roche (donos da patente) não obtiveram até agosto de 2007 o visto bom da Comissão Europeia para sua comercialização na União Europeia, que começou a princípios de 2008. O nome em chave genérico para referir aos medicamentos (pois a cada um tinha seu próprio nome em chave) era pichicata.[47]
- Só no caso de determinados desportistas, uma programação de extracções/reposições de mostras de sangue.[27] Ditas transfusões (em jargão, mudanças de azeite) seriam o serviço estrela da rede de dopagem e, ao invés que os medicamentos, só ao alcance de uns poucos com elevado poder adquisitivo.[27] Praticar-se-iam tanto transfusões homólogas (sangue compatível de outra pessoa) como autotransfusões (sendo estas últimas mais difíceis de detectar nos controles antidopagem).[27] O procedimento seria o seguinte: extrair sangue ao desportista para concentrá-la e mantê-la num frigorífico a baixa temperatura para administrá-la posteriormente. Em anos anteriores, mantinha-se o sangue extraído a 4 °C, o qual implicava uma pronta caducidade: 35 dias (em caso de utilizar-se CPDA, carteiras simples) ou 42 dias (em caso de utilizar-se SAG Manitol, carteiras triplas).[16] Assim, a cada vez que a um desportista se lhe extraíam uma ou duas unidades (450 cc) se lhe fazia uma reinfusão equivalente do sangue guardado (e concentrada) a ponto de caducar. Este método propunha um problema pela escassa margem de tempo que oferece. No entanto, para 2006, a rede tinha adquirido duas ACP125, um sofisticado aparelho que permite congelar o sangue a -80 °C, pelo que o sangue pode ser útil durante anos. Esta técnica foi aprendida por Merino Batres em novembro de 2005 num curso das Forças Armadas, e para fevereiro de 2006 conseguiu 50 carteiras de soro fisiológico elaborado pelo Centro Militar de Farmácia, essencial para a manutenção adequada do ACP125. O outro elemento necessário para conservar os glóbulos vermelhos sem romper-se, o glicerol (de venda livre em farmácias por 5 €/L), conseguiu-o através dos centros de transfusões oficiais da Andaluzia (3 litros) e Comunidade Valenciana (1,5 litros), graças a seu posto como Chefe de Hematologia no Hospital de la Princesa, um centro sanitário público de Madrid. À cada unidade de sangue (450 cc) soma-se-lhe antes do seu congelamento um 10% de glicerol; a estas carteiras conhecia-lhas como siberias. O transporte, incluído nos serviços da rede, realizava-se mediante mochilas frigoríficas capazes de conservar o frio mediante um sistema de neve carbónica; em caso de transportar-se em avião, a mochila levava-se como bagagem de mão, para que em nenhum caso se partisse no porão.[14][45][47][48]

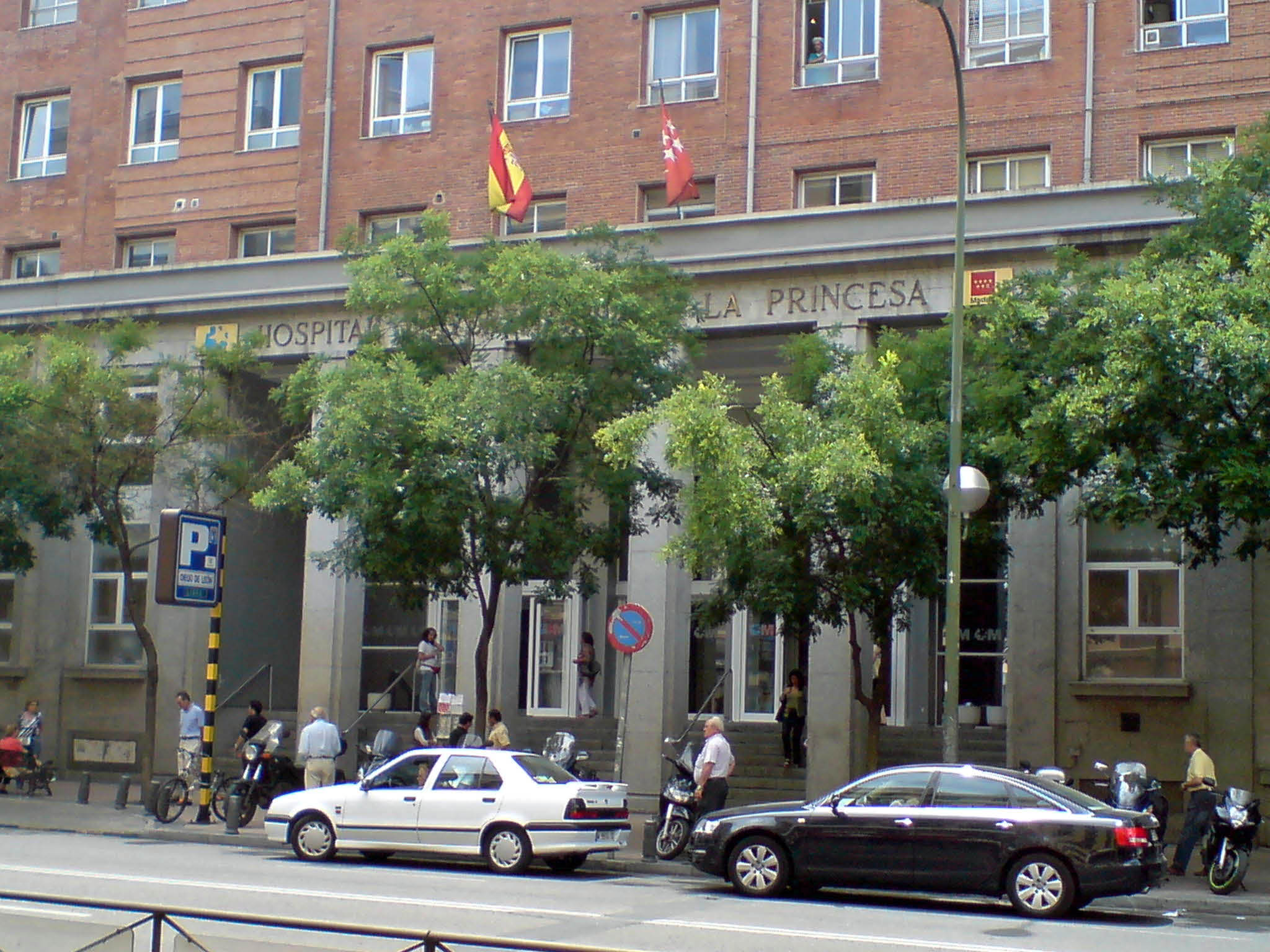
Entrada principal do Hospital de la Princesa de Madrid, onde o Dr. Merino Batres era Chefe de Hematologia

A rede oferecia assim mesmo a seus clientes desportistas métodos para que a utilização das técnicas dopantes mencionadas não dessem positivo nos controles antidopagem. Em caso de utilizar-se medicamentos, utilizava-se a albumina (uma proteína plasmática) para que não se desse positivo; no caso das transfusões sanguíneas, administrava-se plasma antes dos controles para ocultar a reposições de concentrados de hematies. No caso dos controles de urina, o desportista devia esfregar-se as mãos com os pós da Mãe Celestina antes de realizar-se o controle, já que as proteasas que continham ditos pós faziam que as proteínas da urina fossem diluidas, se evitando assim dar positivo.

### Identificação de desportistas clientes
Para os nomes reais e em chave, veja-se a secção Clientes da rede.
Um dos pontos da Operação Puerto que mais interesse acordou na opinião pública foi conhecer a identidade dos desportistas clientes da rede de dopagem desarticulada. Desde o primeiro momento em que se conheceu o caso, a Guarda Civil sublinhou que entre os implicados tinha desportistas de elite de numerosas disciplinas (futebol, tênis, boxe, ciclismo e atletismo), de quem inclusive tinham vídeos e gravações.
No entanto, quando o instituto armado elaborou seu relatório do caso, só identificou a 58 dos clientes da rede de dopaje, todos eles ciclistas. Seis destes clientes têm sido confirmados (e sancionados) pelos organismos desportivos internacionais,  enquanto o resto não têm sido sancionados pese a sua identificação. Isto se deve a que as autoridades espanholas têm recusado a maior parte das petições realizadas pelos organismos desportivos internacionais para facilitar as provas apreendidas na Operação Puerto (tanto as carteiras sanguíneas como a documentação, na que se indicam administrações de substâncias dopantes, registo de pagamentos, anotações manuscritas, etc.), pelo que as autoridades competentes não têm disposto das provas necessárias para aplicar as sanções apropriadas por dopaje.
A identidade do resto de clientes segue sem conhecer-se, incluídos todos os desportistas não ciclistas. O juiz Serrano não autorizou aos pesquisadores da Guarda Civil analisar o conteúdo dos dois computadoré e os dez telefones móveis apreendidos em decorrência dos registos, que teriam abundante informação que possivelmente serviria para identificar a mais desportistas que contrataram as práticas dopantes que oferecia a rede. Assim mesmo, também não realizou-se um rastreamento às contas de Eufemiano Fuentes, que cobrava tanto em metálico como por transferência bancária a sua conta numa sucursal do HSBC em Suíça, uma pista que podia ter levado a mais identificações, tal e como demonstrou o diário alemão Süddeutsche Zeitung. O juiz baseou a imposição destas limitações aos pesquisadores amparando-se em que o dopagem não era um delito na Espanha, e que ditas vias de investigação eram irrelevantes para dilucidar se tinha tido um delito contra a saúde pública. Ademais, o juiz Serrano não considerou outros possíveis delitos como linhas de investigação que tivessem justificado um maior aprofundamento na investigação da rede de dopaje, como a fraude ou danos contra a imagem dos patrocinadores, por exemplo. De facto, em Alemanha (onde o dopagem também não era um delito penal) se utilizaram essas vias para pesquisar (e sancionar) casos de dopaje: Patrik Sinkewitz foi condenado por um tribunal a indemnizar a um patrocinador por ter prejudicado a imagem da marca pela sua dopagem, e, já em torno da Operação Puerto, no caso de Jan Ullrich se pesquisou um possível delito de fraude ou fraude desportiva para registar seu domicílio, conseguir seu DNA e confirmar que era cliente da rede de dopagem de Eufemiano Fuentes.
A atitude do juiz Serrano e das instituições espanholas, contrária a continuar com a investigação ou a facilitar as provas já obtidas, provocaram numerosas críticas de organismos internacionais (AMA e UCI) e de federações estrangeiras (como o CONI italiano), iniciando algumas destas instituições suas próprias investigações e procedimentos sancionadores sobre o caso (de facto, todas as confirmações e sanções de clientes desportistas efectuadas até momento se produziram fora da Espanha).

### Delitos económicos não pesquisados
Em agosto de 2007 a ARD (televisão pública alemã) emitiu um extenso reportagem de investigação no que explicava que o juiz Serrano se negou a que os agentes da Guarda Civil pudessem analisar o conteúdo de cinco computadores portáteis (pertencentes a Eufemiano Fuentes, Merino Batres e Manolo Saiz), quando os próprios pesquisadores, numa fugaz revisão de seu conteúdo, tinham achado indícios de que a trama, além do dopaje, incluía delitos como evasão de impostos e branqueamento de dinheiro.

## Investigação judicial espanhola

### Abertura e controvertido arquivo
A legislação espanhola vigente nesse momento não contemplava o dopagem como um delito penal, pelo que o juiz instrutor Antonio Serrano (do Julgado de Instrução n.º 31 de Madrid) centrou-se exclusivamente em se tinha-se cometido um delito contra a saúde pública.
Ao centrar-se num possível delito contra a saúde pública (ao não ser o dopagem um delito em Espanha), o juiz se negou a confirmar (utilizando as provas de DNA) a identidade dos desportistas clientes de Eufemiano Fuentes identificados pela Guarda Civil, ainda que algumas mostras concretas têm sido autorizadas para seu envio a Itália e Alemanha, confirmando-se em todos os casos as identificações realizadas em seu momento pelo instituto armado. No entanto, o juiz negou-se a facilitar a totalidade das provas e mostras obtidas pela Guarda Civil aos organismos desportivos internacionais (UCI, AMA) competentes para impor sanções desportivas.
O juiz enviou 99 do arredor de 200 carteiras sanguíneas apreendidas nos registos da 23 de maio pela Guarda Civil ao laboratório INIM de Barcelona, para sua análise em procura de substâncias que pudessem supor um delito contra a saúde pública. Não se enviaram todas as carteiras apreendidas, senão as mais suspeitas, sem que tenha trascendido o motivo pelo qual uma série de carteiras não foram enviadas para sua apropriada análise. Em 91 carteiras procuraram-se substâncias dopantes em general (com um preço de 200 euros por carteira analisada); nas oito restantes, ao achar-se altos níveis de EPO, fez-se uma prova específica para dita substância, achando-se efectivamente EPO exógena (isto é uma prova de manipulação sanguínea que podia indicar um delito contra a saúde pública). Este facto obrigava a realizar esta segunda prova mais cara (300 euros extra por carteira) em todas as demais carteiras (as outras 91 e as carteiras restantes que não tinham sido enviadas), ainda que não chegou a se fazer porque a Administração de Justiça adeudaba ainda 25.000 euros ao laboratório barcelonés pelas análises já realizadas. Desta forma, a maior parte das carteiras ficou sem analisar ou sem realizar-se uma análise completa.
O juiz, baseando num relatório do Instituto Nacional de Toxicologia e Ciências Forenses da Espanha que dizia que a quantidade de EPO detectada nas carteiras sanguíneas estudadas não supunha um perigo para a saúde dos desportistas, não achou delito contra a saúde pública, e decretou o sobreseguimento livre e arquivo do caso a 8 de março de 2007. Não obstante, dito relatório não tinha em conta que a investigação não tratava de um consumo pontual, senão um consumo continuado e em combinação com outras substâncias, uma situação com efeitos prejudiciales demonstrados para a saúde, segundo consta em diversa bibliografia médica, bem como numa publicação de um médico especialista da Clínica Universitária de Navarra.
O juiz também não pediu à Agência Espanhola do Medicamento (AEM) um relatório sobre os medicamentos intervindos e seus possíveis efeitos adversos. Dava-se a circunstância de que parte dos medicamentos apreendidos durante os registo estavam expirados, eram falsificações ou correspondiam a lotes retirados do mercado pela sua alta perigo. Ao não pedir o juiz o relatório da AEM, ditos achados não puderam ser completamente demonstrados, impedindo de modo que estes factos pudessem ser utilizados como argumentos que demonstrariam a existência de um delito contra a saúde pública.
Ademais, o juiz (que aceitou a versão de Fuentes de que alguns fármacos dopantes eram para uso pessoal) arquivou o caso antes de receber um relatório do Centro de Transfusiones da Comunidade de Madri sobre as condições nas que se conservavam as carteiras de sangue destinadas às autotransfusões. Assim mesmo, em seu auto de arquivo não fez refere alguma ao dobro positivo por transfusión homóloga de duas dos clientes identificados da rede de Fuentes (Tyler Hamilton e Santi Pérez, ambos da equipa Phonak), que segundo o diário El País poderia ter devido a uma confusão à hora de realizar suas respectivas autotransfusões, o qual tivesse podido provocar em caso de não ter sido compatíveis uma reacção de hipersensibilidad tipo II (com seus consiguientes riscos para a saúde de ambos desportistas, como viveu em primeira pessoa Jesús Manzano).
Por último, o juiz argumentava em seu arquivo que nenhum desportista tinha resultado danificado pelas terapias do doutor Fuentes, uma afirmação controvertida já que os danos do dopagem no organismo não podem se medir em curto prazo. Ademais, em seu auto o juiz também não incluía os relatórios médicos referentes a Marcos Serrano, o ciclista que abandonou o Giro d'Italia de 2006 e esteve hospitalizado vários dias na UCI uma semana após se ter injectado, segundo a investigação da Guarda Civil que lhe identificava como cliente da trama, uma carteira de sangue próprio.

### Desestimado o recurso de Manzano
O exciclista do Kelme (e excliente de Eufemiano Fuentes) Jesús Manzano recorreu o arquivo do caso ao considerar que se tinha fechado sem concluir as pesquisas que o próprio juiz Serrano tinha decretado, tais como as comissões rogatorias a outros países para interrogar a ciclistas.
No entanto, o recurso de reforma de Manzano foi desestimado pelo juiz Carmelo Jiménez em junho de 2006, que cumpria uma substituição a Serrano, titular do Julgado de Instrução n.º 31 de Madri. O juiz Jiménez assinalou que não estava obrigado ao pesquisar todo se considerava que algumas provas solicitadas eram intrascendentes.

### Primeira reapertura
A secção n.º 5 da Audiência Provincial de Madri, atendendo aos seis recursos apresentados (UCI, AMA, AIGCP, RFEC, Promotoria e Advocacia Geral do Estado), ordenou mediante um auto ao juiz Serrano a reapertura do caso a 14 de fevereiro de 2008.
O juiz Serrano, baseando-se num novo relatório do Instituto Nacional de Toxicologia (datado a 8 de agosto) que dizia que os níveis de EPO achados nas carteiras de sangue não supunham um risco para a saúde dos desportistas que pudessem lha injectar, disse não encontrar provas de um delito contra a saúde pública e arquivou de novo o caso a 26 de setembro de 2008. O relatório no que o juiz baseou o arquivo do caso incluía no entanto a seguinte conclusão:
As transfusões homólogas têm uma série de riscos sobre o paciente que se vêem incrementados neste caso, ao não se ter cumprido os requisitos técnicos e condições mínimas para a obtenção, preparação, conservação, distribuição, fornecimento e utilização terapêutica do sangue e seus componentes.
O juiz Serrano considerou que esses riscos para a saúde do paciente aos que fazia referência o relatório não eram suficientes para continuar com o processo.

### Segunda reapertura
A Audiência Provincial de Madri (mais especificamente, o presidente da secção quinta, Arturo Beltrán) ordenou de novo a 12 de janeiro de 2009 a reapertura do caso ao juiz Serrano, ordenando a preparação do julgamento oral, ao entender que sim existiu delito.
Dito julgamento não implicaria castigo penal algum para os desportistas implicados (só a quem tivessem cometido um delito contra a saúde pública), ainda que uma vez finalizado o julgamento as provas (incluindo o conteúdo das carteiras sanguíneas apreendidas na consulta do Dr. Fuentes) pôr-se-iam a disposição das autoridades desportivas (UCI, AMA, RFEC) para, se for o caso, impor as sanções desportivas oportunas, já que a imensa maioria das carteiras são ainda de procedência não provada.

## Investigações estrangeiras
Outros países (Alemanha e Itália) iniciaram investigações próprias para pesquisar a seus desportistas identificados pela Guarda Civil em seu relatório como clientes da rede de dopagem do doutor Fuentes. Por enquanto, todos os clientes confirmados o foram graças às investigações abertas nesses países.

### Alemanha
a 14 de setembro de 2006, como consequência de uma investigação dirigida pelo promotor de Bonn Friedrich Apostel que pesquisava um suposto delito de fraude a sua equipa, a polícia entrou na casa de Jan Ullrich (identificado pela Guarda Civil como cliente da rede de dopagem de Eufemiano Fuentes) de Suíça e recopilou material de DNA enquanto Ullrich estava de lua de mel com sua esposa Sara. Os advogados de Ullrich conseguiram que as mostras tomadas em Suíça não pudessem ser utilizadas para cotejar o DNA de Ullrich com o sangue da Operação Puerto, ainda que o corredor acedeu a dar uma mostra de saliva às autoridades alemãs.
Posteriormente se cotejó dito material genético com o da mostra sanguínea conseguida do sumário da Operação Puerto mediante a autorização do juiz Antonio Serrano. a 3 de abril de 2007 informou-se de que a prova tinha confirmado a Ullrich, quem tinha anunciado sua retirada a 26 de fevereiro, como cliente da rede dopante: a ele pertenciam os nomes em chave número 1, Jan, Eu e Filho de Rudicio. Tratava-se do primeiro cliente (já identificado pela Guarda Civil) confirmado. O caso fechou-se em março de 2008, ao ser-lhe imposta uma multa de 250.000 euros a Ullrich, já retirado. Em outubro de 2009 o semanário alemão Der Spiegel revelou que em sua investigação a Polícia Federal Criminosa Alemã (BKA) tinha constatado que Ullrich viajou a Madrid em 24 ocasiões para ir à consulta de Fuentes, enquanto seu mentor Rudy Pevenage tê-lo-ia feito ao menos em 15 ocasiões em 2003-2006, segundo se desprendia da análise do computador que lhe foi apreendido a Pevenage no registo de seu domicílio. As actas do caso revelavam assim mesmo que a BKA tinha comprovado que Ullrich pagou um total de 80.000 euros a Fuentes através de duas contas, em conceito de pagamento por seus serviços.
Assim mesmo, o ciclista Jörg Jaksche confessou ante a Justiça alemã (e também publicamente) ser cliente da rede de Eufemiano Fuentes: a ele pertenciam os nomes em chave número 20, Bela, Jorge, JJ, Vains e Vans. Durante sua extensa declaração, Jaksche falou de como era sua relação com Fuentes, detalhando como se reuniam para programar o calendário de dopaje, o modus operandi das extracções/reinfusiones sanguíneas e a logística para o translado das carteiras, os pagamentos pelos serviços, além de confirmar que o doutor Markus Choina era o homem da rede em Alemanha; de facto, o corredor confessou ter viajado pouco antes do Tour de France de 2005 até povo natal de Choina, Bad Sachsa, para que o doutor lhe extraísse sangue, sendo o próprio Choina quem lha devolveu pára reinfundírsela no dia lembrado, ao passo da ronda gala por solo alemão.
Por outra parte, a 17 de agosto de 2006 a BKA registou o domicílio e a clínica onde trabalhava Markus Choina, suposto colaborador de Fuentes em Alemanha. Durante ditos registos os agentes apreenderam várias caixas de documentos, um computador e extractos bancários; em caso de demonstrar-se uma violação da Lei alemã de Farmacología, Choina poderia ser condenado a três anos de prisão ou ao pagamento de uma multa.

### Itália
Em Itália foi o Comité Olímpico Nacional Italiano (CONI) quem se encarregou da investigação.
Num princípio o CONI centrou-se em pesquisar aos ciclistas italianos identificados pela Guarda Civil em seu relatório, confirmando de modo que Ivan Basso e Michele Scarponi eram clientes da rede de dopagem de Fuentes. Ainda que ambos confessaram, Basso foi suspenso por dois anos (24 meses, pena máxima por dopaje), após que o procurador antidopagem do CONI Ettore Torri afirmasse que sua colaboração não tinha sido significativa. Scarponi viu rebajada sua suspensão a 18 meses pela sua colaboração com o CONI na investigação do caso. Ambas confirmações sucederam em junho de 2007. O dezembro desse mesmo ano o CONI sancionou com dois anos de suspensão ao cliente Giampaolo Caruso e suspendeu de por vida ao correio Alessandro Kalc. Caruso recorreu dita suspensão ao TAS, que falhou a favor do ciclista a 20 de janeiro de 2009.
Em 2007, o CONI obteve permissão para pesquisar (e sancionar) não só a desportistas italianos, senão também estrangeiros.
A princípios de 2009, o CONI obteve as mostras de 42 do total (ao redor de 200) carteiras sanguíneas apreendidas pela Guarda Civil durante os registos da 23 de maio de 2006, o que abria a porta a mais confirmações de desportistas clientes da rede dopagem de Eufemiano Fuentes (com suas consiguientes sanções desportivas). O CONI obteve essas 42 mostras graças à autorização dada pela juíza suplente do Julgado de Instrução n.º 31 de Madri (Espanha), Ana Teresa Jiménez Valverde, quando o juiz titular Antonio Serrano (quem se tinha negado anteriormente em várias ocasiões a facilitar as provas da investigação) se encontrava de férias.

#### Caso Valverde
a 11 de fevereiro de 2009 o procurador antidopagem do CONI, Ettore Torri, anunciou que depois de cotejar o sangue de uma dessas carteiras (a carteira com o nome em chave 18- Valv.piti) com o sangue do ciclista espanhol Alejandro Valverde (obtida na etapa do Tour de France de 2008 com final em Itália) mediante a prova do DNA, se tinha identificado e confirmado a Valverde como cliente da rede de dopagem de Eufemiano Fuentes desarticulada na Operação Puerto. Torri pediu em consequência que fora sancionado com uma suspensão de dois anos.
a 11 de maio, o Tribunal Nacional Antidopagem do CONI (máximo organismo desportivo italiano), atendendo às provas apresentadas e à petição de Torri, considerou provado que Valverde era cliente da rede de dopagem do Dr. Fuentes desarticulada na Operação Puerto e sentenciou uma sanção de dois anos de suspensão para Valverde em território italiano, que poderia ser universalizada pela UCI a todo mundo. Valverde convertia-se assim no primeiro cliente confirmado que não tinha sido identificado previamente pela Guarda Civil, e também no primeiro desportista espanhol confirmado.
Valverde, que sempre tem negado as acusações e tem defendido sua inocência, recorreu ante o TAS, que daria uma sentença definitiva de um caso que tinha provocado um conflito entre as autoridades italianas e a AMA (favoráveis à sanção) e as espanholas (contrárias à sanção).
O TAS validou o proceder do CONI e confirmou a sanção do organismo italiano contra Valverde mediante uma sentença feita pública em março de 2010. Dois meses depois, a 31 de maio, emitiu uma segunda sentença decretando a sua vez uma sanção de dois anos de suspensão efectiva em todo mundo.

## Clientes da rede
A Guarda Civil, no relatório detalhado da investigação que enviou ao juiz Serrano, identificou a numerosos desportistas (todos ciclistas) como clientes da rede de dopagem comandada supostamente por Eufemiano Fuentes. Fuentes dividia a seus clientes ciclistas em três grupos: azuis (da equipa Liberty Seguros), verdes (da equipa Comunitat Valenciana)) e meus (clientes concretos de outras equipas).
De todos eles, cinco (mais um não identificado pelo instituto armado) têm sido já confirmados graças ao DNA ou mediante confissão, enquanto o resto estão ainda pendentes de que definitivamente se confirme ou desminta (segundo defendem todos os identificados não confirmados) seu envolvimento na trama a partir da as provas existentes (carteiras sanguíneas e documentação).

### Confirmados e sancionados/retirados
Por enquanto, só se confirmou a identidade de seis ciclistas como clientes da rede de dopagem de Eufemiano Fuentes, apesar de que ele mesmo disse que só uma parte de meus clientes eram ciclistas. Em todos os casos confirmados (sendo exonerado de sua sanção Giampaolo Caruso por ordem do TAS), os nomes dos ciclistas já apareciam no relatório completo que a Guarda Civil enviou ao juiz Serrano, salvo no caso de Alejandro Valverde.
A seguir detalha-se a relação de clientes confirmados até momento:
| n.º | Nome real          | Equipa           | Nomes em chave               | Id. GC | Confirmação        | Consequências                                        |
| --- | ------------------ | ---------------- | ---------------------------- | ------ | ------------------ | ---------------------------------------------------- |
| 1   | Jan Ullrich        | T-Mobile         | Jan, Eu, Filho de Rudicio    | Sim    | Promotoria de Bonn | Já retirado                                          |
| 2   | Ivan Basso         | CSC              | Birillo                      | Sim    | CONI               | 2 anos de sanção                                     |
| 18  | Alejandro Valverde | Caisse d'Epargne | Valv.(Piti)                  | Não    | CONI               | 2 anos de sanção em Itália, universalizados pelo TAS |
| 20  | Jörg Jaksche       | Liberty Seguros  | Bela, Jorge, JJ, Vains, Vans | Sim    | Confissão          | 1 ano de sanção                                      |
| 32  | Michele Scarponi   | Liberty Seguros  | Zapatero, Presidente         | Sim    | CONI               | 18 meses de sanção                                   |
|     | Giampaolo Caruso   | Liberty Seguros  | nome real                    | Sim    | CONI               | 2 anos de sanção, absolvido pelo TAS                 |

- A cor não indica grau de culpabilidad, senão a equipa ao que pertenciam.

### Identificados
A Guarda Civil identificou no relatório do caso enviado ao juiz Serrano a outros muitos ciclistas como clientes da rede de Fuentes, baseando nas gravações de vídeo realizadas à entrada e saída de suas dependências (e cotejando as suas datas com as que apareciam nas carteiras sanguíneas apreendidas), as conversas telefónicas gravadas a Fuentes, Labarta e Saiz (nas que para falar dos ciclistas se utilizam nomes em chave, mas podem se identificar utilizando os tempos da classificação do Giro d'Italia de 2006 que eles mesmos dizem), as datas de extracção e/ou reposição das amostras sanguíneas e em outras provas e evidência recompiladas pelo instituto armado ao longo da investigação (fax, pagamentos bancários...). No entanto, nenhum dos seguintes ciclistas tem sido por enquanto confirmado como cliente (nem por tanto sancionado com dois anos de suspensão por dopagem) ao não ter ordenado o juiz Serrano que se cotejara o seu DNA com o conteúdo das carteiras sanguíneas intervindas na Operação Puerto nem também não permitido que os organismos desportivos internacionais (como a AMA) o pudessem o fazer.
A seguir, uma lista com os ciclistas identificados pela Guarda Civil como clientes de Fuentes que ainda não têm podido ser confirmados (para informação detalhada de cada caso, se veja o relatório completo da Guarda Civil, acessível desde a secção Ligações externas):
| n.º  | Nome real                       | Equipa                                                       | Nomes em chave                  | Id. GC | Referências                  |
| ---- | ------------------------------- | ------------------------------------------------------------ | ------------------------------- | ------ | ---------------------------- |
| 3, 4 | Santiago Botero                 | Phonak                                                       | Sansone, Nicol                  | Sim    | [ 16 ] [ 27 ] [ 50 ] [ 106 ] |
| 5    | Óscar Sevilla                   | T-Mobile                                                     | Sevillano                       | Sim    | [ 16 ] [ 50 ]                |
| 6    | Santi Pérez                     | Positivo em outono de 2004. Última equipa: Phonak            | Santi-P, Santi PZ, S.pere       | Sim    | [ 27 ]                       |
| 7    | Unai Ousa                       | Liberty Seguros                                              | UMA, 1ai                        | Sim    | [ 27 ] [ 50 ]                |
| 8    | Aitor Ousa                      | Liberty Seguros                                              | ATR VOS                         | Sim    | [ 27 ] [ 50 ]                |
| 11   | Tyler Hamilton                  | Positivo em Volta 2004. Última equipa: Rock Racing           | 4142, HMLTN                     | Sim    | [ 27 ]                       |
| 12   | José Enrique Gutiérrez Cataluña | Phonak                                                       | Búfalo, Guti, Catalão           | Sim    | [ 16 ] [ 27 ] [ 50 ] [ 106 ] |
| 13   | Marcos Serrano                  | Liberty Seguros                                              | Prefeito, MS, SRR               | Sim    | [ 27 ] [ 50 ] [ 106 ]        |
| 14   | Roberto Heras                   | Positivo em Volta 2005. Última equipa: Liberty Seguros       | RH                              | Sim    | [ 27 ] [ 106 ]               |
| 16   | Ángel Vicioso                   | Liberty Seguros                                              | AV, Vcs, Vic                    | Sim    | [ 50 ] [ 106 ]               |
| 17   | Francisco Mancebo               | Ag2r                                                         | Paco, Goku                      | Sim    | [ 50 ]                       |
| 19   | Constantino Zaballa             | Caisse d'Epargne                                             | Falha                           | Sim    | [ 16 ] [ 50 ]                |
|      | Marco Pantani                   | Falecido a 14 de fevereiro de 2004                           | PTNI                            | Sim    | [ 50 ]                       |
|      | Ángel Edo                       | Andaluzia Paul Versam                                        | Edo                             | Sim    | [ 50 ]                       |
|      | Jesús Hernández                 | Liberty Seguros                                              | Hdez                            | Sim    | [ 50 ]                       |
|      | David Etxebarria                | Liberty Seguros                                              | ETB                             | Sim    | [ 50 ]                       |
|      | Joseba Beloki                   | Liberty Seguros                                              | JB, Blk, nome real              | Sim    | [ 50 ] [ 106 ]               |
|      | Igor González de Galdeano       | Retirado depois do 2005. Última equipa: Liberty Seguros      | IG, nome real                   | Sim    | [ 106 ]                      |
|      | Alberto Contador                | Liberty Seguros                                              | AC, nome real                   | Sim    | [ 106 ]                      |
|      | Allan Davis                     | Liberty Seguros                                              | AD, nome real                   | Sim    | [ 106 ]                      |
|      | Isidro Nozal                    | Liberty Seguros                                              | nome real                       | Sim    | [ 27 ] [ 106 ]               |
|      | Dariusz Baranowski              | Liberty Seguros                                              | nome real                       | Sim    | [ 106 ]                      |
|      | Nuno Ribeiro                    | Liberty Seguros                                              | nome real                       | Sim    | [ 106 ]                      |
|      | Sergio Paulinho                 | Liberty Seguros                                              | nome real                       | Sim    | [ 106 ]                      |
|      | Luis León Sánchez               | Liberty Seguros                                              | nome real                       | Sim    | [ 106 ]                      |
|      | René Andrle                     | Liberty Seguros                                              | nome real                       | Sim    | [ 106 ]                      |
|      | Jan Hruska                      | Liberty Seguros                                              | nome real                       | Sim    | [ 106 ]                      |
|      | Koldo Gil (*)                   | Saunier Duval                                                | nome real                       | Sim    | [ 106 ]                      |
|      | Carlos Zárate (*)               | Saunier Duval                                                | Zárate                          | Sim    | [ 50 ]                       |
|      | Javier Pascual Llorente         | Comunitat Valenciana                                         | Llorente                        | Sim    | [ 50 ]                       |
|      | David Blanco                    | Comunitat Valenciana                                         | Blanco, nome real               | Sim    | [ 50 ]                       |
|      | Eladio Jiménez                  | Comunitat Valenciana                                         | Eladio                          | Sim    | [ 50 ]                       |
|      | Javier Pascual Rodríguez        | Comunitat Valenciana                                         | P. Rodríguez, Pascual Rodríguez | Sim    | [ 50 ]                       |
|      | David Bernabéu                  | Comunitat Valenciana                                         | Bernabéu                        | Sim    | [ 50 ]                       |
|      | Rubén Plaza                     | Comunitat Valenciana                                         | Rubén, nome real                | Sim    | [ 50 ]                       |
|      | David Latasa                    | Comunitat Valenciana                                         | Latasa                          | Sim    | [ 50 ]                       |
|      | Carlos García Quesada           | Comunitat Valenciana                                         | Carlos, Carlos García           | Sim    | [ 50 ]                       |
|      | Francisco Cabello               | Comunitat Valenciana                                         | Cabelo                          | Sim    | [ 50 ]                       |
|      | José Luis Martínez              | Comunitat Valenciana                                         | Martínez                        | Sim    | [ 50 ]                       |
|      | Vicente Ballester Martínez      | Comunitat Valenciana                                         | Ballester                       | Sim    | [ 50 ]                       |
|      | José Adrián Bonilla             | Comunitat Valenciana                                         | Bonilla Alfredo                 | Sim    | [ 50 ]                       |
|      | Manuel Lloret                   | Comunitat Valenciana                                         | Lloret                          | Sim    | [ 50 ]                       |
|      | Antonio Olmo                    | Comunitat Valenciana                                         | Olmo                            | Sim    | [ 50 ]                       |
|      | Adolfo García Quesada           | Comunitat Valenciana                                         | Fito                            | Sim    | [ 50 ]                       |
|      | Javier Cherro                   | Comunitat Valenciana                                         | Cherro                          | Sim    | [ 50 ]                       |
|      | Juan Gomis                      | Comunitat Valenciana                                         | nome real                       | Sim    | [ 50 ]                       |
|      | Ángel Casero                    | Retirado depois do 2005. Última equipa: Comunitat Valenciana | Casero                          | Sim    | [ 50 ]                       |

- A cor não indica grau de culpabilidade, senão a equipa ao que pertenciam.

(*) Nota: Estes dois ciclistas militavam em 2006 (quando se conheceu a Operação Puerto) no Saunier Duval, ainda que no relatório se detalha que seu envolvimento na rede de Fuentes se devia a uns papéis relativos à temporada de 2005, quando nenhum dos dois estava ainda na Saunier Duval, sinão em alguma das equipas com mais ciclistas implicados pela Guarda Civil como clientes de Fuentes: Koldo Gil no Liberty Seguros (ano em que ganhou uma etapa no Giro de Itália) e Carlos Zárate no Comunitat Valenciana.
Também foram identificados os seguintes preparadores como participantes da trama (como clientes, facilitadores, administradores ou autorizadores das práticas do Dr. Fuentes):
- Manolo Saiz, director geral da equipa ciclista Liberty Seguros-Würth.[106]
- José Ignacio Labarta, preparador da equipa ciclista Comunitat Valenciana.[16][27][106]
- Álvaro Pino, exdirector desportivo das equipas ciclistas Kelme e Phonak.[27]
- Yolanda Fuentes, médico da equipa ciclista Comunitat Valenciana e irmã de Eufemiano Fuentes.[50]
- Vicente Belda, director principal da equipa ciclista Comunitat Valenciana.[50]
- Rudy Pevenage, assessor pessoal de Jan Ullrich e director desportivo da equipa ciclista T-Mobile.[106][107]

### Não identificados
Alguns dos clientes da rede de dopagem que figuravam com nomes em chave nos manuscritos e a documentação apreendida durante as detenções e registos da 23 de maio de 2006 não puderam ser identificados pela Guarda Civil.
Dá-se a circunstância de que alguns dos clientes com nome em chave não identificado estavam a ser tratados pela rede de dopagem para esse mesmo ano 2006, com extracções sanguíneas realizadas com data posterior ao início dos rastreamentos do instituto armado em fevereiro (incluindo suas gravações de vídeo sobre as entradas e saídas nas instalações da rede). Assim, enquanto alguns clientes tratados para 2006 foram gravados e por tanto identificados, outros não o foram.
Estes são os nomes em chave achados que permanecem sem ser identificados, detalhando em cada caso no ano que recebeu tratamento (em caso de se conhecer):
| n.º | Nomes em chave    | Id. GC | Ano do tratamento | Nomes reais sugeridos e outras observações |
| --- | ----------------- | ------ | ----------------- | --- |
| 9   | Urco, Urko        | Não    | 2004              | Marta Domínguez, segundo as investigações da Guarda Civil reveladas em dezembro de 2010 no marco da Operação Galgo, na qual a atleta palentina foi detida. |
| 10  | Rosa              | Não    |                   | |
| 15  | César             | Não    | 2004, 2005        | |
| 24  | Clasicomano Luigi | Não    | 2006              | O sancionado por positivo Thomas Dekker, ao que tinha treinado Luigi Cecchini, se autoculpou em 2013 como o ciclista depois dessa chave ante as autoridades holandesas. No entanto o portal estadounidense Como Cyco, baseando nuns factos revelados por Tyler Hamilton numa entrevista ao australiano Cycling News, apontou a Fabian Cancellara; o suíço, quem ao igual que Dekker tinha treinado com Luigi Cecchini, negou ter visitado a Eufemiano Fuentes. |
| 25  | Amigo de Birillo  | Não    |                   | Frank Schleck, segundo o diário alemão Süddeutsche Zeitung. Admitiu ter efectuado uma transferência bancária de 6.200 euros a Fontes. |
| 26  | Huerta            | Não    | 2006              | Luis León Sánchez, já identificado previamente por seu nome real. |
| 33  | Clasicómano       | Não    | 2003              | |
| 101 | 101               | Não    |                   | |
|     | Cowboy            | Não    | 2003              | |
|     | Panticosa         | Não    | 2003              | Segundo o diário El País, poderia tratar do nome em chave de uma localização geográfica. |
|     | Pavarotti         | Não    | 2003              | Mario Cipollini, segundo o diário italiano La Repubblica. |
|     | Sansone           | Não    | 2002, 2003        | Pese a que a Guarda Civil o identificou como um dos vários apodos para Santiago Botero, La Gazzetta dello Sport apontou a que em realidade seria Michele Bartoli. |
|     | Pepito            | Não    | 2003              | |
|     | Obélix            | Não    | 2003              | |
|     | Nibelungo         | Não    | 2003              | Jan Ullrich. |
|     | As                | Não    | 2003              | |
|     | María             | Não    | 2002, 2003, 2004  | O rumor alentado por Jesús Manzano de que poderia ser José María Jiménez (O Chava) não resultaria plausible, já que o ciclista abulense faleceu a 6 de dezembro de 2003. |
|     | Mari              | Não    | 2006              | Com três extracções sanguíneas datadas a 5 de janeiro, 17 de fevereiro e 16 de março de 2006, as duas últimas se realizaram quando os rastreamentos da Guarda Civil já se tinham iniciado. |
|     | Rosa              | Não    | 2003, 2004        | |
|     | MZD               | Não    | 2005              | Eddy Mazzoleni (já implicado e sancionado pelo caso Oil for Drugs), segundo o diário El País, seria o nome baralhado pela Guarda Civil e os Carabinieri. |
|     | Gemma             | Não    |                   | |
|     | Rosa              | Não    |                   | |
|     | ANA               | Não    |                   | |
|     | CFA               | Não    |                   | |
|     | Sofa              | Não    |                   | |
|     | Tonante           | Não    | 2005              | meio fundista, segundo o diário ABC. |
|     | Tor               | Não    |                   | |
|     | Guri              | Não    |                   | |
|     | Huri              | Não    |                   | |
|     | Azul              | Não    |                   | |
|     | Milão             | Não    |                   | |
|     | Quebrantahuesos   | Não    |                   | Seria um ciclista aragonés, segundo o instituto armado. |
|     | RSOC              | Não    |                   | A abreviatura parece relacionada com a Real Sociedade de Futebol. O expresidente de dito clube, Iñaki Badiola, denunciou práticas dopantes na Real Sociedade durante a presidência de José Luis Astiazarán, relacionado com a trama por meio da abreviatura "ASTI". |
|     | Alfredo           | Não    |                   | |
|     | Klaus             | Não    |                   | |

### Outros desportos
Desde um primeiro momento, os pesquisadores apontaram a que entre os desportistas clientes da rede de dopagem de Eufemiano Fuentes não só tinha ciclistas, sina que também teria futebolistas, atletas, tenistas e outros desportistas. Os 58 clientes identificados pela Guarda Civil foram ciclistas, enquanto outros nomes em chave não foram identificados. Não obstante, a lista de clientes de Fuentes seria mais extensa que os nomes em chave já conhecidos que não têm sido identificados. Isto se deve a que o juiz Serrano, ao decidir que só pesquisar-se-ia um suposto delito contra a saúde pública (ao não ser o dopagem um delito na Espanha), proibiu aos pesquisadores aceder ao conteúdo dos dois computadores apreendidos nos registos, e que provavelmente teriam abundante informação e mais nomes (em chave ou reais) de desportistas de outras disciplinas alheias ao ciclismo, como o futebol e o tênis. A Guarda Civil tinha vídeos e gravações nos que apareceriam desportistas de nível mundial não ciclistas.
O escândalo associado cresceu ao confirmar publicamente Eufemiano Fuentes, em sendas entrevistas à Cadena SER e ao diário Le Monde, que os ciclistas mal supunham uma parte de sua carteira de clientes, que incluía a futebolistas (de Primeira e Segunda Divisão), tênistas ou atletas.
Assim mesmo, Fuentes declarou que o facto de que não saíssem desportistas dessas disciplinas como implicados se devia a que esses desportos tinham mais poder que o ciclismo, e que de se conhecer a identidade dos desportistas não ciclistas que iam a ele poderia custar o cargo a quem dirigia o desporto em Espanha, Jaime Lissavetzky (Secretário de Estado para o Desporto).
Lissavetzky e o CSD disseram que não tinha nem futebolistas nem tenistas implicados na Operação Puerto, senão unicamente ciclistas. Estas declarações contradiziam ao expressado ao início da investigação pela Guarda Civil e às afirmações realizadas pelo doutor Fuentes.

#### Tênis
Os pesquisadores apontaram desde um primeiro momento que entre os clientes da rede de dopagem desarticulada tinha tenistas, afirmação corroborada pelo próprio Eufemiano Fuentes em sendas entrevistas à Cadena SER e ao diário Le Monde. Ante os rumores de que Rafael Nadal (então número dois do mundo) fora um desses clientes, a ministra de Educação e Desportos espanhola Mercedes Cabrera e o Secretário de Estado para o Desporto Jaime Lissavetzky anunciaram que não tinha nenhum tenista (nem espanhol nem estrangeiro) no sumário.

#### Futebol
A FIFA, depois de consultar-lho ao secretário de Estado espanhol para o Desporto, Jaime Lissavetzky, anunciou a 3 de julho de 2006 que nenhum futebolista figurava na lista de clientes identificados pelos pesquisadores.
O diário francês Le Monde publicou a 7 de dezembro de 2006 que Eufemiano Fuentes tinha relação com os clubes Real Madri, F. C. Barcelona, Real Betis e Valência C. F. Eufemiano Fuentes desmentiu essa informação a RTVE, ao considerar as acusações demasiado graves. Na entrevista concedida a Le Monde nesse mesmo mês, ao ser perguntado sobre se tinha-se ocupado de equipas como o Real Madri ou o F. C. Barcelona, o Dr. Fuentes disse que não podia responder porque lhe tinham ameaçado de morte em três ocasiões.
Le Monde apoiou suas acusações publicando umas tabelas de preparação escritas a mão, que teria desenhado o Dr. Fuentes para o F. C. Barcelona e que não teriam sido apreendidas pela Guarda Civil porque o instituto armado não registou a tempo a moradia do Dr. Fuentes em Canárias. Em ditas tabelas se utilizava uma simbologia idêntica à das tabelas de preparação dos ciclistas (apreendidas nos registos de Madrid), que indicariam administração de esteroides anabolizantes e precursores (indetectables nos controles) de hormona de crescimento, bem como ocasionalmente EPO e extracções/reposições sanguíneas.
O F. C. Barcelona levou aos tribunais à publicação por difamación e calunias, obtendo o respaldo da Justiça espanhola, que condenou ao diário a pagar uma indemnização de 300.000 euros ao clube azulgrana. O Real Madri também denunciou a Le Monde, ganhando um julgamento que condenou ao diário a pagar ao clube branco e seus serviços médicos 330.000 euros ao considerar que as graves acusações vertidas contra a honra do clube não tinham argumentos sólidos e solventes que as sustentassem.
Le Monde anunciou sua intenção de recorrer a sentença em ambos casos.

#### Atletismo
Segundo o diário espanhol ABC, entre a documentação intervinda nos registos tinha tabelas de preparação para atletas desenhadas por Eufemiano Fuentes, com asteriscos identificando as provas mais importantes, como o Campeonato da Espanha de atletismo (celebrado em Salamanca) e o Campeonato da Europa de atletismo (celebrado em Munique), ambos em 2002.
Assim mesmo, ter-se-ia detectado um fax enviado a Fuentes por Rosa Colorado, treinadora pessoal de vários atletas espanhóis.

#### Boxe
Segundo o semanário espanhol Interviú, o boxeador espanhol Kiko A Sensação Martínez, campeão da Europa de peso pluma, seria cliente da rede de dopagem desarticulada. O púgil levou o caso aos tribunais por atentar contra sua honra e danos morais.
O diário Le Monde, pela sua vez, apontou ao boxeador francês Souleymane M'Baye, campeão do mundo do peso superligero e fotografado pelos pesquisadores da Guarda Civil junto a Eufemiano Fuentes à saída de uma cafeteria madrilena a 3 de maio de 2006 (vinte dias antes das detenções), como cliente da rede.

## Consequências da Operação Puerto

### Nova lei antidopagem em Espanha
Uma das consequências da Operação Puerto foi que ficou ao descoberto que o dopagem não era um delito segundo a legislação espanhola vigente nesse momento (2006). Este facto obrigou às Cortes espanholas (instituição que tem o poder legislativo segundo a Constituição espanhola) a aprovar a 2 de novembro de 2006 uma nova lei contra o dopagem na Espanha.
A Lei Orgânica 7/2006 de 21 de novembro de Protecção da Saúde e de Luta contra o Dopagem no Desporto, não obstante, não tinha carácter retroactivo, pelo que os implicados na Operação Puerto foram julgados se baseando na antiga lei, segundo a qual o dopagem não era um delito penal em Espanha.

### Estranhos acontecimentos no Giro d'Italia de 2006
No Giro d'Italia de 2006 ocorreram vários factos estranhos, para cujo entendimento resultariam chaves as informações e provas expostas pela Guarda Civil em seu relatório sobre o caso (incluindo conversas telefónicas reveladoras que foram gravadas em decorrência de dita carreira). Cabe recordar que as primeiras notícias sobre a Operação Puerto contra o dopagem se conheceram no dia 23 de maio de 2006 (dia das detenções), isto é, na última semana de competição do Giro de Itália, e que a carreira italiana seria identificada como "'o festival de maio'" na documentação apreendida a Eufemiano Fuentes e seus colaboradores. Ademais, o correio da rede de dopagem, Alberto León, portava no momento da sua detenção um resguardo de bilhete de avião a Milão datado de 22 de maio, em pleno Giro.
No documento 65 apreendido durante os registos figurava uma listagem de "'colaboradores e participantes no festival que tem lugar no mês de maio'", no que figuravam, além de Alberto León e Alessandro Kalc (colaboradores em trabalhos de transporte), os seguintes cinco ciclistas:

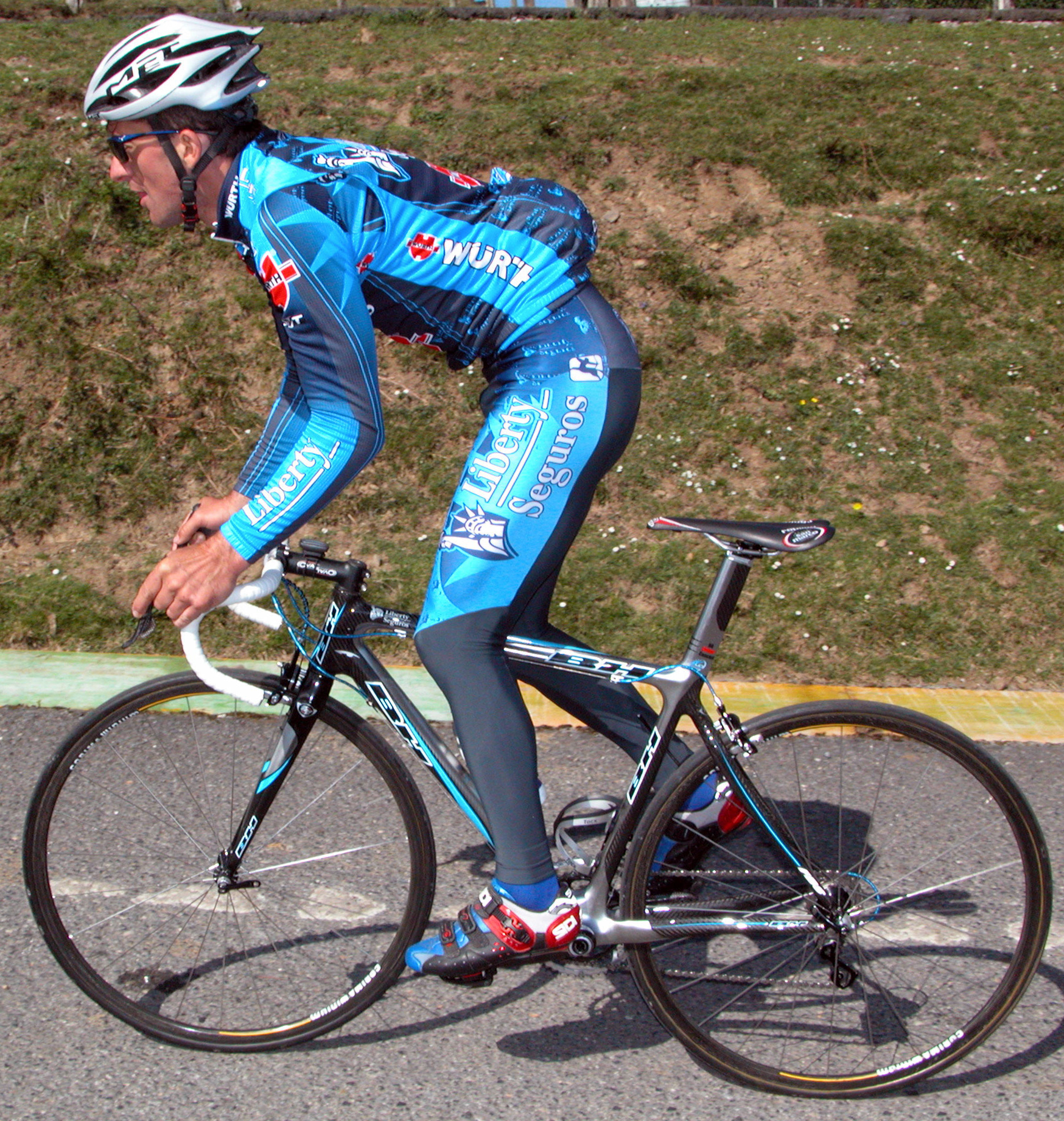
Serrano.

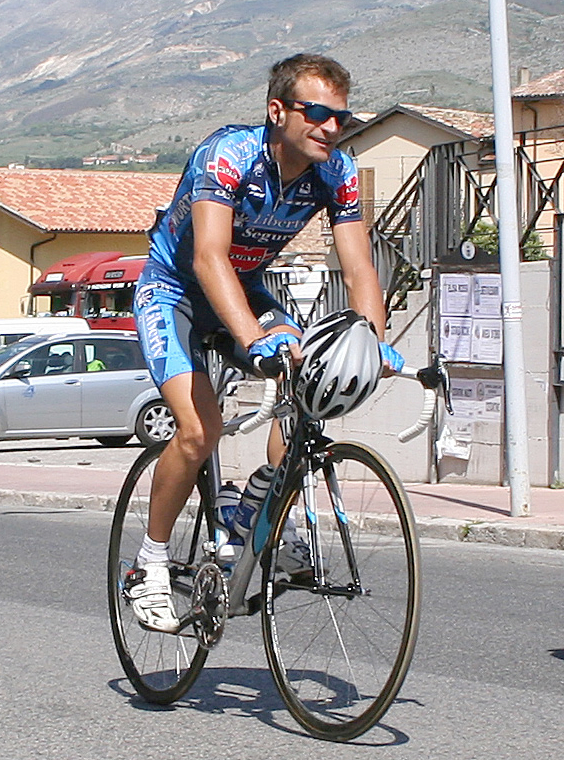
Scarponi.

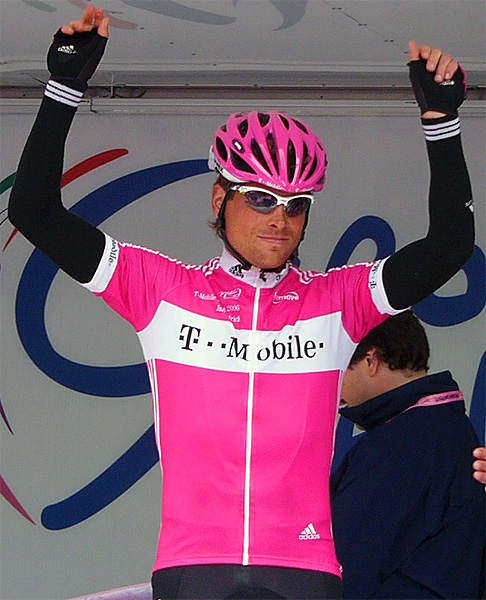
Jan Ullrich.

- Marcos Serrano (Liberty Seguros) abandonou a grande volta italiana a noite da sexta-feira 19 de maio (depois da 12.ª etapa), depois de encontrar-se subitamente doente no hotel após o jantar. No comunicado da equipa especificou-se que sofria febre alta e episódios de vómitos, pelo que foi transladado de urgência ao hospital de Tortona, onde permaneceu ingressado na UCI o fim de semana.[69] No entanto, a seu regresso a Espanha esteve ingressado 10 dias num hospital de Vigo, por causa de uma intoxicación medicamentosa, segundo informou-se à Guarda Civil. Nas primeiras horas da doença, a esposa de Serrano enviou um SMS ao doutor Fuentes pedindo-lhe explicações sobre o mau de seu cónyuge.[139] Pouco depois, na terça-feira 23 de maio, realizaram-se as primeiras detenções, incluídos o Dr. Fuentes e Manolo Saiz, director geral da sua equipa. Serrano seria identificado no relatório final da Guarda Civil como um dos clientes de Fuentes, sob os nomes em chave número 13, Prefeito, MS e SRR,[22][106][140] e segundo a documentação intervinda ter-se-ia injectado uma carteira de sangue próprio (previamente extraída) a 12 de maio, uma semana antes de achar-se seriamente maldisposto.[69] Quando os pesquisadores lhe perguntaram ao corredor por essa situação, o ciclista se negou a colaborar, argumentando que tinha sido vítima de um vírus.[139]
- Michele Scarponi (Liberty Seguros) teve um papel activo no Giro, mas abandonou a carreira na 17.ª etapa (24 de maio), mal um dia após as detenções de Madri. O relatório da Guarda Civil identificou-lhe como cliente da rede de dopagem Fuentes sob os nomes em chave número 32, Zapatero e Presidente. Quase um ano depois, na primavera de 2007, o CONI confirmou dita identificação, com sua consiguiente sanção, atenuada pela colaboração do próprio ciclista.
- Jan Ullrich (T-Mobile) ganhou na quinta-feira 18 de maio a 11.ª etapa, uma contrarrelógio de 50 quilómetros, apesar de encontrar-se com sobrepeso e fora de forma.[107] a 26 de maio (19.ª etapa), três dias após que se efectuassem as primeiras detenções em Madrid (e quando ainda não tinham saído os nomes dos ciclistas implicados), Ullrich abandonou a grande volta italiana, alegando que tinha uns problemas de costas e que não queria forçar para não pôr em risco sua preparação para o Tour de France de 2006, seu grande objectivo da temporada. O relatório da Guarda Civil identificou-lhe como cliente de Fuentes sob os nomes em chave número 1, Jan e Filho de Rudicio (em alusão a que seu mentor era Rudy Pevenage, Rudicio, enlace entre Fuentes e o ciclista alemão). De facto, Ullrich teria recebido uma reinfusión de três unidades e meia de siberias (concentrados de hematies congelados) a 1 de maio, cinco dias antes de que começasse o Giro.[107] Quase um ano depois, na primavera de 2007, a polícia alemã confirmou dita identificação depois de uma prova de DNA.

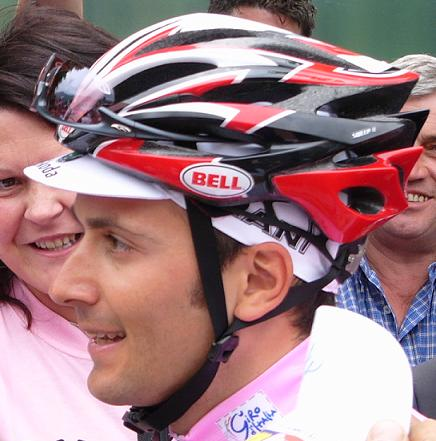
Ivan Basso.

- Ivan Basso (CSC) ganhou a classificação geral, vestindo a maglia rosa no pódio final de Milão; era seu maior lucro como profissional. O relatório da Guarda Civil identificou-lhe como cliente da rede de dopagem de Fuentes sob os nomes em chave número 2 e Birillo. Quase um ano depois, na primavera de 2007, seria confirmado e sancionado com uma suspensão de dois anos pelo CONI.
- José Enrique Gutiérrez (Phonak) foi segundo na classificação geral, subindo ao segundo degrau do pódio final de Milão; era seu maior lucro como profissional. No entanto, foi identificado como cliente da rede de dopagem de Eufemiano Fuentes pela Guarda Civil.[16][27][50][106]

Apesar de que todos eles foram identificados pela Guarda Civil como clientes da rede de dopagem de Fuentes (e inclusive em alguns casos confirmados e sancionados por isso) durante esse Giro 2006 mais especificamente, a organização do Giro de Itália não lhes descalificó nem retirou de suas classificações, pelo que todos eles mantêm oficialmente suas vitórias, pódios e maglia rosa nessa edição da rodada italiana.

### Fuga de patrocinadores
As duas equipas mais afectados e implicados na Operação Puerto, o Liberty Seguros (de categoria ProTour) e o Comunitat Valenciana (de categoria Profissional Continental), perderam às suas patrocinadores principais como consequência do escândalo.
Segundo consta no relatório da Guarda Civil, o doutor Fuentes referia-se aos integrantes da equipa Liberty Seguros como "os azuis" e aos da equipa Comunitat Valenciana como "os verdes", além de figurar seu nome completo nos manuscritos de Fuentes.

#### Liberty Seguros (os azuis)
a 23 de maio, Manolo Saiz (máximo responsável e cabeça visível da equipa) foi detido pela Guarda Civil. No momento de sua detenção portava um maletín com 60.000 euros em numerário e uma carteira isotérmica com substâncias dopantes, dando-se a circunstância de que essa mesma tarde devia se dirigir aos Pirenéus para ali se reunir com seus ciclistas, dentro da concentração de preparação prévia ao Tour de France. Saiz foi liberto ao dia seguinte (24 de maio), depois de ter confirmado em sua declaração que parte de suas ciclistas recorriam aos serviços da rede de Fuentes.
a 25 de maio, dois dias após as detenções, a empresa Liberty Seguros retirou seu patrocínio à equipa de Manolo Saiz pelos danos causados a seu nome e ao ciclismo. Desta maneira a equipa ficou sem o financiamento de seu principal patrocinador, quando a temporada se encontrava em pleno início. A esquadra passou assim a se chamar unicamente Würth (o copatrocinador que permaneceu financiando à equipa), apagando as referências a Liberty de suas maillots, carros e autocarros para participar na Euskal Bizikleta.
Saiz, quem num primeiro momento tinha mentido a sua equipa assegurando que o que portava no momento de sua detenção não eram substâncias dopantes senão produtos contra o asma, anunciou a 8 de junho seu retiro temporal da direcção da equipa (sendo relevado pelo até então adjunto Marino Lejarreta), bem como de suas funções em organismos internacionais. Dantes de sua retiro tinha trabalhado em encontrar um novo patrocinador para a equipa.
Este finalmente chegou de Cazaquistão, país do corredor estrela da equipa, Alexandr Vinokourov, quem chamou pessoalmente ao Premiê do Cazaquistão, antigo ciclista e presidente da federação de ciclismo. A mudança de um patrocínio de oito milhões de euros, a equipa passava a chamar-se Astana-Würth, ao ser Astana o nome da capital do país e do principal holding empresarial cazaque e continuar Würth como copatrocinador da formação, da que seguia sendo proprietária Active Bay (propriedade a sua vez de Manolo Saiz). O novo maillot (com a cor azul turquesa da bandeira cazaque) foi estreado a 23 de junho, no Campeonato da Espanha em contrarrelógio.
a 25 e 26 de junho o diário El País publicou que mais da metade do modelo da equipa foi identificada pela Guarda Civil entre os clientes da rede de dopagem desarticulada. Entre a documentação intervinda nos registos às moradias de Eufemiano Fuentes, acharam-se folhas de impressora do programa Excel oficiais da equipa Liberty Seguros, que continham calendários de preparação individualizados para vários dos seus corredores; ditos calendários de preparação incluíam medicamentos (EPO, hormona do crescimento, IGF-1, HMG ou parches de testosterona) e extracções/reinfusiones sanguíneas. Também se achou em poder de Fuentes um cartão plastificada de 2004 com os nomes e números de telefone (de casa e de móvel) de técnicos e ciclistas da equipa.
Revelou-se assim mesmo que os médicos oficiais da equipa teriam como função "apagar os fogos" criados por Fuentes, isto é, evitar que as práticas dopantes dos seus corredores supusessem positivos nos controles antidopagem.
Depois destas revelações, a participação da equipa no Tour de France de 2006 ficou seriamente comprometida depois de descobrir-se o envolvimento de responsáveis e ciclistas da formação na rede de dopagem desarticulada, não podendo disputar finalmente a Grande Boucle (se veja abaixo).

#### Comunitat Valenciana (os verdes)
a 23 de maio, José Ignacio Labarta (director anexo e preparador físico da equipa) foi detido pela Guarda Civil, sendo identificado como um dos responsáveis pela rede de dopagem e estreito colaborador de Eufemiano Fuentes, trocando com este substâncias dopantes mediante transportadora.
Labarta foi apartado da disciplina da equipa, ainda que o envolvimento da formação na trama, segundo a Guarda Civil, não se limitava a ele, sina que incluía a Vicente Belda (director desportivo), Yolanda Fuentes (médico da equipa e irmã de Eufemiano) e grande parte do modelo da equipa, bem como o antanho director da esquadra Álvaro Pino. Dava-se ademais a circunstância de que o próprio Eufemiano Fuentes tinha sido o chefe médico oficial da equipa durante vários anos no passado.
Como consequência desta situação, a 13 de junho os organizadores do Tour de France de 2006 decidiram retirar seu convite à equipa. A equipa (não ProTour, e por tanto com uma participação não assegurada, pendente de um convite dos organizadores) tinha sido convidado pela primeira vez desde 2003, após ter sido excluído em 2004 e 2005 pelas denúncias de dopagem interno de Jesús Manzano no diário As.
a 27 de julho os organizadores da Volta a Espanha de 2006 actuaram do mesmo modo e retiraram seu convite.
A exclusão da equipa do Tour e a Volta ocasionou que a Generalidade Valenciana decidisse retirar seu patrocínio (sob a marca Comunitat Valenciana). Como consequência da retirada de sua patrocinador principal, a equipa, continuador do histórico Kelme, desapareceu ao finalizar a temporada de 2006.

### Plante no Campeonato da Espanha de ciclismo de estrada 2006
Entre o dominga 25 de junho e na segunda-feira 26 de junho de 2006, o diário El País publicou uma extensa reportagem sobre a investigação da Guarda Civil. Dito reportagem especificava que tinha 58 clientes identificados (todos ciclistas) pelo instituto armado (entre eles, 15 do Liberty Seguros e 23 do Comunitat Valenciana), além de contribuir numerosos detalhes da trama (práticas dopantes oferecidas, o preço a pagar: até 40.000 euros anuais, etc.) e uma parte da declaração de Manolo Saiz durante sua detenção, reconhecendo relações de alguns corredores da sua equipa (Liberty Seguros) com o médico Eufemiano Fuentes.
a 25 de junho, dia em que se publicou a primeira parte do reportagem, devia se celebrar o Campeonato da Espanha de ciclismo de estrada 2006. No entanto, os ciclistas espanhóis decidiram realizar um plante na linha de saída e negar-se a disputar a carreira, como forma de protestar contra as filtragens e defender sua presunção de inocência, pelo que nesse ano o palmarés da prova ficou deserto (facto que não sucedia desde 1937, pela Guerra Civil espanhola). O impulsor desse plante teria sido um ciclista da equipa Comunitat Valenciana, um das equipas mais afectadas pela Operação Puerto ao figurar a maioria de suas ciclistas na documentação apreendida ao Dr. Fuentes, e por tanto no relatório do caso elaborado pela Guarda Civil. O boicote à prova foi aplaudido pelo director desportivo dessa equipa, Vicente Belda.
Consumado o plante, produziu-se depois uma tensa reunião dos ciclistas num hotel de Móstoles sobre a atitude a mostrar ante a imprensa.

### Exclusões no Tour de France de 2006

#### Convite retirado a "os verdes"
a 13 de junho os organizadores do Tour de France de 2006 decidiram retirar seu convite à equipa Comunitat Valenciana por seu envolvimento na trama de dopagem destapada a 23 de maio, com a detenção entre outros do director anexo da formação. A equipa (não ProTour, e por tanto com uma participação não assegurada, pendente de um convite dos organizadores) tinha sido convidado pela primeira vez desde 2003, após ter sido excluído em 2004 e 2005, precisamente pelas denúncias de dopagem interno de Jesús Manzano no diário As que esta investigação revelou como verdadeiras.

#### Veto a "os azuis" do Astana-Würth
a 22 de junho o Astana-Würth (continuador do Liberty Seguros e propriedade de Manolo Saiz) foi ratificado para sua disputa no Tour de France de 2006 pela UCI, ao não dispor nesse momento de suficientes provas na contramão da equipa. No entanto, a 25 e 26 de junho o diário El País publicou uma extensa reportagem sobre a investigação do caso realizada pela Guarda Civil, revelando-se o envolvimento de responsáveis e ciclistas (mais da metade do total) na rede de dopagem desarticulada.
Como consequência de ditas revelações, a 26 de junho pela tarde o director do Tour de France comunicou por fax à equipa (bem como à UCI e a Associação de Equipas) que não permitiria sua participação na prova depois das informações publicadas para manter o bom nome da Grande Boucle, amparando em seu direito de não admitir a formações indeseables. A equipa recorreu essa decisão, e a 29 de junho o TAS autorizou à equipa a participar no Tour, na contramão da tese da organização.
Esse 29 de junho o juiz Serrano levantou parcialmente o segredo de sumário, e o CSD espanhol enviou à UCI e às autoridades francesas um resumo de 50 páginas do relatório de 500 páginas realizado pelos pesquisadores da Guarda Civil. A organização, depois de estudar o relatório, excluiu a 30 de junho (um dia antes do início da carreira) a cinco (Beloki, Contador, Davis, Nozal e Paulinho) dos nove inscritos pela equipa por seu envolvimento na trama de dopaje. O director da Grande Boucle, Christian Prudhomme, acusou à formação de praticar um dopagem organizado, e sugeriu que de ter disposto do relatório 24 horas antes o próprio TAS teria negado à equipa a possibilidade de tomar parte na ronda gala.
O facto de que mais da metade dos corredores inscritos pela formação se encontrassem em dita situação fez que os quatro ciclistas da equipa inscritos e não implicados (incluído o chefe de fileiras chegado para esse ano, Alexandr Vinokourov) também não pudessem participar ao não contar a esquadra com o mínimo requerido de corredores (seis) para poder tomar a saída.
Por este motivo, finalmente nenhum ciclista da equipa continuador do Libery Seguros, a cujos corredores clientes se referia Eufemiano Fuentes como os azuis pela cor de sua maillot, tomou a saída de uma ronda gala que começava a 1 de julho em Estrasburgo.

#### Exclusões individualizadas de "os meus"
a 27 de junho, a propósito das revelações do diário El País que implicavam a Ullrich, a direcção do Tour de France assinalou que não tinha problema com o alemão, apontando que poderia participar na ronda gala, já que não tinha sido oficialmente identificado.
a 29 de junho o juiz levantou parcialmente o segredo de sumário, e a UCI e as autoridades francesas receberam um resumo (50 páginas) do relatório (500 páginas) da Guarda Civil sobre o caso, detalhando os nomes dos ciclistas identificados como clientes da rede de dopagem desarticulada.
A primeira equipa em mover ficha foi o T-Mobile: essa mesma manhã disse a seus corredores Jan Ullrich (chefe de filas) e Óscar Sevilla (um dos seus principais gregarios), bem como ao director da equipa Rudy Pevenage, que não tomariam parte na carreira, lhes pedindo assim mesmo que abandonassem o hotel da formação.
Depois desta decisão da equipa alemão, ao meio dia reuniram-se os representantes de todas as equipas com a organização do Tour no Palácio de Congressos de Estrasburgo. Na reunião votou-se por que todas as equipas se somassem ao código ético (impulsionado em seu momento por Manolo Saiz), se decidindo a expulsão de todos os corredores implicados da carreira. Durante a reunião também se decidiu não substituir com outros corredores aos ciclistas expulsados, facto que provocava a impossibilidade de participação do Astana-Würth, ao não contar com o mínimo de corredores.
Como consequência desta decisão, foram apartados um dia antes do começo da ronda gala Ivan Basso e Francisco Mancebo, chefes de fileiras de CSC e Ag2r respectivamente.

### Absoluciones judiciais de clientes, em questão
O Julgado de Instrução n.º 31 de Madri (encarregado da Operação Puerto e cujo juiz titular é Antonio Serrano) certificou por escrito que não existia nenhuma imputación contra vários ciclistas. Isto se devia a que a investigação do juiz Serrano se centrava num suposto delito contra a saúde pública, não na trama de dopaje, que não foi pesquisada pelo juiz ao não ser o dopagem delito na Espanha nesse momento, motivo pelo qual os clientes ciclistas (não todos os identificados) que declararam ante o juiz o fizeram como testemunhas, não como imputados.
Os ciclistas absolvidos proclamaram então que em adiante podiam competir com normalidade, já que não estavam imputados por nenhum delito penal. No entanto, o facto de que um desses ciclistas absolvidos oficialmente e por escrito, Jan Ullrich, fora posteriormente confirmado pela justiça alemã como cliente da rede de dopagem realizando uma análise de DNA, evidenció que o documento do julgado só certificava que não estavam a ser processados (ao não ser o dopagem um delito penal em Espanha), não que não fossem clientes da rede de dopagem ou que as identificações realizadas pela Guarda Civil fossem incorretas.
Não obstante, o juiz negou-se (salvo excepções) a que as provas acumuladas pelo instituto armado (carteiras sanguíneas, documentos, gravações de vídeo e audio...) fossem facilitadas a organismos desportivos internacionais (UCI, AMA) para estudar as provas e impor em caso de estimá-lo oportuno as sanções desportivas apropriadas.

### Diferenças entre ciclistas identificados não sancionados
Grande parte dos ciclistas identificados pela Guarda Civil como clientes da rede de dopagem de Eufemiano Fuentes não foram confirmados e sancionados desportivamente, pelo que ao não pesar sobre eles imputación penal ou suspensão desportiva alguma, podiam seguir correndo nas carreiras ciclistas. No entanto, entre o futuro profissional desses 54 ciclistas teve muitas diferenças, e enquanto alguns viram truncada sua carreira (passando a equipas menores ou se vendo obrigados a retirar ante a negativa das equipas), outros seguiram com suas carreiras com aparente normalidade, chegando a se converter inclusive em nomes destacados do pelotão.

#### Retirados sem equipa
Alguns ciclistas, ao não encontrar equipa, se viram obrigados a se retirar. Assim, homens como Joseba Beloki, David Etxebarria, Aitor e Unai Ousa não voltariam a encontrar equipa após que estoirasse a Operação Puerto, apesar de não estar sancionados.

#### Reposicionados em equipas menores
Alguns ciclistas, depois de ser despedidos de suas equipas (em cumprimento do Código Ético do UCI ProTour), conseguiram encontrar acomodo em equipas ciclistas de menor categoria (Continental) ao ter fechadas as portas das equipas mais potentes (os ProTeam).
Por exemplo, Óscar Sevilla e Francisco Mancebo passaram à modesta equipa espanhola Relax-GAM (onde coincidiram com Ángel Vicioso), para posteriormente ir ambos à equipa Continental profissional estadounidense Rock Racing, onde em 2009 coincidiriam com José Enrique Gutiérrez (quem tinha estado antes nas equipas européias continentais LPR e Diquigiovanni) e Tyler Hamilton
(de volta depois de cumprir uma sanção anterior por dopagem mas de novo sancionado por outro caso de dopaje).
Ciclistas como Isidro Nozal e Eladio Jiménez, pela sua vez, passaram pelo Karpin Galiza (cujo director era Álvaro Pino, também implicado), para terminar em modestas equipas portugueses, ao igual que Rubén Plaza e Constantino Zaballa (ainda que estes dois últimos depois de ter corrido no ProTour com o Caisse d'Epargne).

#### Reposicionados no ProTour
Alguns ciclistas não tiveram problemas para seguir competindo em equipas de UCI ProTour, isto é, na elite. Cabe destacar a Alberto Contador, quem conseguiria a triplo coroa (Tour de France, Giro d'Italia e Volta a Espanha) com as equipas ProTour Discovery Channel e Astana. Outros com essa mesma fortuna foram Luis León Sánchez, Allan Davis e Sérgio Paulinho, entre outros.
Num primeiro instante, comparecia Alberto Contador na lista de ciclistas, mas foi retirado seu nome quando a UCI e a Guarda Civil não tinha encontrado nenhuma prova concreta de seu envolvimento com o doutor Fuentes. As mesmo Fuentes declarava numa entrevista à Cadena Ser que lhe "surpreendeu muito que tenham saído uns nomes sim e outros não. Também nomes que nem conheço como é o caso de Alberto Contador." [url=http://www.cadenaser.com/deportes/articulo/eufemiano-fuentes-larguero-hay-recurrir-medicamentos-recuperar-serie-danos-epo/csrcsrpor/20060705csrcsrdep_4/Tes]

## Julgamento por um delito contra a saúde pública

### Preparação, imputados e acusações
O julgamento oral (52/12) celebrou-se nos primeiros meses de 2013 no Julgado do Penal númera 21 de Madrid, numa sala presidida pela juiz Julia Patricia Santamaría Matesanz. O propósito do julgamento era determinar se tinha-se cometido um delito contra a saúde pública, ao não ser o dopagem um delito segundo a legislação vigente em Espanha no momento dos factos, pelo que nenhum desportista cliente da suposta rede figuraria entre os imputados. Ademais descartou-se a investigação sobre os outros possíveis delitos derivados da atividade da malha, como a evasão fiscal e o blanqueo de capitais. Desta forma, e sendo um possível delito contra a saúde pública a única acusação formal admitida, a máxima pena à que podiam se enfrentar os arguidos era de até dois anos de cárcere, pelo que inclusive nesse caso não ingressariam em prisão se careciam de antecedentes penais.
Nas diligências prévias ao arranque da vista tinha-se estabelecido o sobreseimiento dos casos relativos ao hematólogo José Luis Merino Batres (já aposentado para então, e nas primeiras fases de demência por um Alzhéimer declarado como “leve e/ou moderado”) e Alberto León (suposto correio da rede, que tinha sido achado ahorcado em seu domicílio meses antes no que foi determinado como um suicídio). Também foi retirada a causa contra o médico Alfredo Córdova, após que este recorresse seu imputación.
Finalmente sentar-se-iam no banco dos arguidos o doutor Eufemiano Fuentes, o preparador José Ignacio Labarta, os directores desportivos Manolo Saiz e Vicente Belda e a médico Yolanda Fuentes. A acusação seria exercida pela Promotoria e as seis acusações particulares: a Advocacia do Estado (em representação do CSD), Jesús Manzano, a AMA, a UCI, o CONI e a RFEC. A AIGCP, que em seu momento se tinha personado como acusação particular para ter acesso ao sumário, não continuou seu envolvimento uma vez cumprido seu objectivo de ter acesso ao sumário, assegurando que não dispunha de 120.000 euros com os que satisfazer os honorarios suplementares de seu advogado Juan de Dios Crespo.
Estava previsto que durante o julgamento oral fossem chamados a declarar 35 testemunhas (incluídos os 13 membros da Guarda Civil que intervieram na operação original)  e 13 peritos. Entre as testemunhas citadas destacava a presença de 14 ciclistas ou exciclistas.

### Contexto prévio ao julgamento e expectación internacional

#### Risco de prescrição para a justiça desportiva
Desde que tivesse-se destapado a Operação Puerto em maio de 2006 até julgamento do caso nos primeiros meses de 2013 tinham decorrido quase sete anos. A isso se somava o facto de que algumas das práticas dopantes (bem transfusões sanguíneas ou a administração de outras substâncias ilícitas) eram de meses e inclusive anos anteriores ao momento das detenções e registos.
Desta maneira, existia a possibilidade de que inclusive ainda que as autoridades desportivas tivessem eventualmente acesso às provas obtidas (carteiras de sangue, documentação...) não fora possível sancionar através da justiça desportiva aos desportistas implicados como clientes da rede. E é que dado que desde a comissão dos factos potencialmente sancionables até disposição das evidências por parte dos organismos competentes teriam decorrido já mais de oito anos, prazo máximo para impor castigos por dopagem na maioria de casos, as violações do regulamento antidopagem podiam se considerar prescritas.

#### Espanha: Grial e Galgo, sem julgamento
Desde a investigação original até início do julgamento tinham-se praticado em Espanha duas grandes operações com a nova legislação que castigava o dopagem já em vigor: Grial e Galgo, ambas com conexões com a Porto. Não obstante, nenhuma delas tinha dado lugar a um julgamento.
A Grial realizou-se em torno da figura do médico peruano Walter Virú, estabelecido em Valencia. Virú, que tinha trabalhado com Fuentes como médico do Kelme/Comunitat Valenciana, já tinha sido assinalado pela Guarda Civil na puerto (uma súbita merma de efectivos fez que os pesquisadores tivessem que centrar no ramo madrilena da trama). A operação, que se saldó com 12 detenções e 7 registos, bem como o achado de tabelas de dopagem com um formato e jargão já descobertos na Porto, não deu lugar a um julgamento.
A Galgo destapó uma rede na que voltava a ser protagonista Eufemiano Fuentes; também apareceu implicado Alberto León, novamente em labores de colaborador. A operação centrou-se essencialmente no atletismo, sendo as principais figuras mediáticas o treinador Manuel Pascua Piqueras e a atleta Marta Domínguez, que já teria sido apontada na puerto como possível cliente sob o nome em chave Urco (apodo do cão de seu marido). No entanto, o juiz responsável do caso decretou a nulidad da maioria de escuta-las telefónicas e registo praticados ao considerar que sua realização não tinha estado devidamente justificada, numa decisão ratificada posteriormente pela Audiência Provincial de Madri. A anulação da principal via de investigação e fonte de provas supôs o sobreseimiento do processo penal, ficando arquivamento o caso.

#### Caso Armstrong: investigação, condenação e confissão
Os ciclistas estadounidenses Tyler Hamilton e Floyd Landis, após negá-lo durante anos pese a ter dado positivo, confessaram abertamente seu dopagem sistémico e ofereceram sua colaboração às autoridades antidopagem. Se dava a circunstância de que ambos tinham sido destacados gregarios de Lance Armstrong no US Postal, sendo seus positivos coincidentes com a saída de dita estrutura para se converter em chefes de fileiras de outras formações: Hamilton deu positivo por transfusión homóloga na Volta de 2004, e Landis por testosterona no Tour de 2006; ademais, Hamilton tinha sido identificado em 2006 na mesma Operação Puerto como cliente de Eufemiano Fuentes.
As confissões de Landis (em 2010) e Hamilton (em 2011) deram lugar a uma investigação federal em E.U.A. por parte uma equipa encabeçada pelo agente Jeff Novitzky (FDA). O grupo de Novitzky obteve a mudança de sanções atenuadas o depoimento de vários excompañeros de Armstrong, já retirado e que se negou a colaborar ao manter em sua postura de que não se tinha dopado, destapando assim o dopagem sistémico praticado na esquadra americana e sua connivencia com as autoridades do desporto que deviam velar pela luta antidopagem. Além do director Johan Bruyneel e o próprio Armstrong (figura central ao ser a sua vez instigador das práticas dopantes), ficaram assinalados como responsáveis o galeno italiano Michele Ferrari, os médicos espanhóis Luis García do Moral e Pedro Celaya, bem como o preparador valenciano Pepe Martí e a localização de Gerona (onde durante anos se tinham alojado Armstrong e seus colegas de equipa, e que tinha sido lugar habitual de dopaje, chegando a guardar carteiras de sangue nos frigoríficos dos seus domicílios).
A agência antidopagem estadounidense, a USADA, sancionou a Armtrong desposeyéndolo de todos os resultados conseguidos desde seu regresso em 1998 (incluídos seus sete Tours de France em 1999-2005) e o suspendendo de por vida. Armstrong seguiu negando as acusações e negando todo dopaje, mas finalmente terminou por confessar numa entrevista televisiva a Oprah Winfrey.
O “caso Armstrong”, pela complexidade da trama e pela relevância do próprio condenado, motivo um aumento do interesse mediático sobre o dopagem e a luta contra o mesmo em todo mundo, atraindo uma maior atenção sobre o julgamento da Operação Puerto.

#### Imagem do antidopagem espanhol e candidatura olímpica
Além do julgamento por um delito contra a saúde pública em si mesmo, e da possibilidade de que as provas obtidas fossem cedidas às autoridades desportivas para a possível identificação e se for o caso sanção dos clientes ainda não castigados ou identificados, existia outro aspecto de interesse: a imagem internacional da luta contra o dopagem em Espanha, e a credibilidade do desporto espanhol em general.
O compromisso contra o dopagem das autoridades espanholas e sua firmeza na luta antidopagem tinha sido questionada em foros internacionais nos anos precedentes, sendo precisamente um dos pontos criticados a gestão da Operação Puerto (ainda sem julgamento, e com as repetidas negativas a ceder as provas aos organismos desportivos competentes).
O julgamento foi proposto bem como uma oportunidade para demonstrar o compromisso contra o dopagem da Espanha e allanar o caminho da candidatura de Madrid para acolher os Jogos Olímpicos de 2020, após que em sua anterior tentativa para os Jogos de 2016 essa suposta leveza ou laxagismo no relativo à luta antidopagem por parte das autoridades espanholas fora apontado como um dos factores para a não designação da Vila e Corte como sede olímpica.

### Sentença: condenações leves, exonerações e destruição de provas
A sentença ditada pela juiz considerou provada a existência de um delito contra a saúde pública e estabeleceu penas de prisão para o doutor Eufemiano Fuentes (principal arguido e cabeça da rede) e o preparador José Ignacio Labarta. Mais especificamente, as condenações ficaram fixadas num ano de prisão e quatro de suspensa para Fuentes, e quatro meses de prisão e suspensa para Labarta. Ao carecer ambos de antecedentes penais, e sendo as suas penas de menos de dois anos, nenhum dos condenados teve que ingressar na prisão. Por outra parte a falha desculpou aos directores desportivos Manolo Saiz e Vicente Belda, bem como à médico Yolanda Fuentes, de ter cometido um delito contra a saúde pública.
Ainda que a legislação espanhola vigente no momento dos factos não contemplava em si mesmo o dopagem como constitutivo de delito penal, a magistrada realizou na sentença a seguinte exposição sobre as atividades das condenados Fuentes e Labarta:
A magistrada negou às autoridades desportivas envolvidas no caso o acesso às provas documentárias e físicas, como as carteiras de sangue que ainda permaneciam sob tutela judicial; com essa medida imposibilitáva a identificação e se for o caso sanção desportiva dos clientes da rede de dopagem (em forma de suspensão e/ou anulação de resultados). A sentença, de facto, ordenava a destruição ou devolução das provas obtidas durante a instrução do processo: os efeitos pessoais seriam devolvidos a seus proprietários no momento em que tinham sido apreendidos (incluídos medicamentos, dinheiro em metálico, documentação impressa, telefones e os computadores e discos rigídos cujo conteúdo seguia sem se conhecer), enquanto seriam destruídas as carteiras de sangue e todas as cópias da documentação intervinda (tanto a impressa como o material informático que pudesse ter sido virado durante a investigação). A destruição dessas evidências levar-se-ia a cabo salvo que as acusações apelassem a sentença.
No relativo a Jesús Manzano, que exercia uma das acusações particulares e compareceu em qualidade de testemunha, a juiz desestimou a sua solicitação de indemnização (180.000 euros) em conceito de responsabilidade civil pelo risco para sua saúde que teriam suposto as práticas de dopagem exercidas pelos condenados, justificando a sua decisão que este se tinha submetido voluntariamente a ditos procedimentos: em palavras da juiz, o "nada despreciável" cifra estava "totalmente carenciada de fundamento, carência de fundamento que já a priori se vislumbra". A magistrada fez constar várias contradições nas que o corredor teria incorrido durante a sua declaração, "um tanto confusa e caótica" e com um "tom truculento" que não fazia "senão restar verosimilitude" ao seu depoimento, além de opinar que não podia descartar "a existência de um ânimo espúrio da testemunha". A juiz desestimou assim mesmo a petição de Manzano de abrir diligências contra Fuentes e Belda por injúrias e calúnias durante a entrevista oral, ainda que também recusou as acusações de falso depoimento vertidas contra Manzano por parte das defesas.

### Recursos à Audiência Provincial
Depois da sentença emitida pelo Julgado do Penal nº 21 de Madrid, apresentaram-se nove recursos, que deveriam ser resolvidos pela Audiência Provincial: a sua secção primeira recebeu o procedimento completo do processo, 11.950 folios distribuídos em 40 tomos e 8 pastas de provas documentárias. Tratava-se de recursos apresentados pelos dois condenados, Eufemiano Fuentes e seu colaborador José Ignacio Labarta, bem como as sete acusações envolvidas no caso: a Promotoria e as seis particulares (o CONI, Jesús Manzano, a UCI, a AMA, o Ministério Público do Estado -em representação do CSD- e a RFEC). As acusações solicitavam fundamentalmente um aumento das penas a Fuentes e Labarta, que as condenações se fizessem extensíveis aos três encausados absolvidos (Manolo Saiz, Vicente Belda e Yolanda Fuentes) e ter acesso às provas obtidas. A Advocacia do Estado reclamava que a inibição a Eufemiano Fuentes se fizesse extensível ao exercício da medicina em geral (não só a desportiva), bem como a entrega das das evidência documentárias e as carteiras de sangue intervindas no processo para empreender se for o caso as sanções administrativas apropriadas; o CONI pedia também ter acesso aos computadores apreendidos.

### Sentença definitiva e entrega das carteiras
A 10 de junho de 2016, a Audiência Provincial de Madri, ditou sentença firme pela qual se absolvia aos imputados de todos os delitos pelos que se lhes julgava. Os juízes consideraram que a conduta julgada é conforme à Lei Espanhola, isto é, que não realizaram nenhuma atividade ilegal segundo a lei.
Depois de dita sentença autorizou-se a entrega de amostras das carteiras às autoridades desportivas que assim o requeressem. Curiosamente, sem que supostamente ninguém tivesse tido acesso às 211 carteiras conservadas, se anunciou que pertenciam a 23 ciclistas e 12 atletas.

#### Comunicado de CGCOM e SEMED-FEMEDE
Um mês depois o Conselho Geral de Colégios Oficiais de Médicos da Espanha (CGCOM) e a Sociedade Espanhola de Medicina do Desporto (SEMED-FEMEDE) publicou um comunicado mostrando a sua rejeição da sentença alegando principalmente que:
Que estes riscos contra a saúde podiam se ver incrementados no caso de que a dito procedimento se unisse o consumo da mencionada eritoproietina, riscos que aumentavam ainda mais no caso de consumo acrescentado de outras substâncias.
Pelo que, ainda respeitando à sentença, não a compartilhavam já que segundo a sua opinião estas práticas «vulneram gravemente a prática médica, são contrárias aos princípios de Deontologiía e ética Médica, são contrárias às normas sanitárias vigentes e são absolutamente inaceitáveis e reprováveis, entre outros motivos, por não constituir uma prescrição médica (que é obrigação de todo facultativo) e por pôr em grave risco aos desportistas que sofreram os tratamentos julgados.».